# Handball-Weltmeisterschaft der Frauen 2021
Die 25. Handball-Weltmeisterschaft der Frauen wurde vom 1. bis 19. Dezember 2021 in Spanien ausgetragen. 32 Mannschaften traten an. Veranstalter war die Internationale Handballföderation (IHF). Das Turnier, zu dem die Niederlande als Titelverteidiger angetreten waren, gewann die norwegische Auswahl.

## Gastgeber
Um die Austragung der Frauen-Weltmeisterschaft 2021 bewarben sich die königliche spanische Handballföderation (RFEBM) sowie der ungarische Handballverband (MKSZ). Die Internationale Handballföderation (IHF) vergab am 28. Januar 2017 in Paris die Austragung der Weltmeisterschaft 2021 an den spanischen Verband, der damit zum ersten Mal eine Frauen-Weltmeisterschaft ausrichtete.

## Qualifikation
An dem Turnier nahmen erstmals 32 Mannschaften teil (statt wie zuvor 24 Mannschaften).
Direkt qualifiziert waren
- der Gastgeber Spanien sowie
- der amtierende Weltmeister, die Niederlande.

Hinzu kamen
- die vier besten Teams der Europameisterschaft 2020 (Norwegen als Europameister und dazu Frankreich, Kroatien und Dänemark),
- die vier besten Teams der Afrikameisterschaft 2020 (2021) (Angola als Afrikameister sowie Kamerun, Tunesien und Republik Kongo),
- die fünf besten Teams der Asienmeisterschaft 2020 (2021) (Südkorea als Asienmeister sowie Japan, Kasachstan, Iran und Usbekistan),
- das beste Team der nordamerikanischen und karibischen Meisterschaft 2020 (2021) (Puerto Rico) sowie
- die drei besten Teams der süd- und mittelamerikanischen Meisterschaften 2021 (Brasilien als Meister sowie Argentinien und Paraguay).

Zehn weitere europäische Teams wurden in Qualifikationsspielen ermittelt, nämlich Ungarn, Montenegro, Deutschland, Österreich, Team der russischen Handballföderation *, Tschechien, Rumänien, Serbien, Schweden und Slowenien.
Zwei Startplätze waren vorgesehen für eine Teilnehmerin aus Ozeanien bzw. durch Vergabe von ein bis zwei Wildcards; Ozeanien meldete kein Team zur Asienmeisterschaft an. Beide Wildcards wurden am 8. August 2021 vergeben an Polen und die Slowakei. Am 23. September 2021 erhielt China eine weitere Wildcard.

## Austragungsorte
Die Spiele der Weltmeisterschaft 2021 wurden in Granollers, Llíria, Castellón de la Plana und Torrevieja ausgetragen. Der ursprünglich vorgesehene Finalort Barcelona wurde aufgrund der Corona-Pandemie durch Granollers ersetzt.
| Granollers                    | Llíria                    | Castellón de la Plana            | Torrevieja                            |
| ----------------------------- | ------------------------- | -------------------------------- | ------------------------------------- |
| Palau d’Esports de Granollers | Poliesportiu Pla de L'Arc | Polideportivo Ciudad de Castelló | Palacio de los Deportes de Torrevieja |
| 3.900 Plätze                  | 4.200 Plätze              | 6.000 Plätze                     | 3.300 Plätze                          |
|                               |                           |                                  |                                       |

## Gesundheitsvorsorgemaßnahmen (COVID-19)
Wegen der COVID-19-Pandemie entwickelte die IHF einen Maßnahmenplan zur Durchführung der Weltmeisterschaft in Spanien. Neben den allgemeinen Hygienerichtlinien (vgl. AHA-Formel) galten die spanischen Richtlinien für Einreisende. Jedes Team musste zudem vor Abreise nach Spanien PCR-Tests durchführen; auch während des Turniers wurden Tests durchgeführt. Alle Teilnehmer, ob Mannschaften, Betreuer, Funktionäre, Medienvertreter oder Helfer, müssten mit einem SARS-CoV-2-Impfstoff geimpft sein. Die Zuschauerkapazität war auf 80 Prozent beschränkt.

## Vermarktung
Das Maskottchen der Weltmeisterschaft war Lola. Lola war einem iberischen Luchs nachempfunden.
Zur Weltmeisterschaft wurde auch ein offizieller Song veröffentlicht, Lala Gol, gesungen von Carlos Baute.

## Spielball
Der offizielle Spielball der Weltmeisterschaft wurde von der japanischen Firma Molten hergestellt. Der „X5000 Spain 2021 Edition“ genannte Ball wies die Farben der spanischen Flagge, rot und gelb, auf sowie ein buntes Mosaikmuster, das an die traditionelle Technik trencadis angelehnt war. Dazu kam ein X-Design, das für die Leidenschaft im Spiel stand.

## Medaillen und Siegerpokal
Die runden Medaillen waren aus Bronze gefertigt und in Gold, Silber bzw. Bronze getaucht. Auf ihnen war das Logo er Weltmeisterschaft zu sehen. Das Band war aus Seide gemacht und als Hommage an die Valencianische Gemeinschaft gedacht, aus der die Seide stammt.
Der Pokal für das Weltmeisterteam war sechseckig ausgeführt. Der 55 cm hohe, goldfarbene Pokal bestand aus Polymeren und Harz. Der Pokal wies das offizielle Logo der Weltmeisterschaft auf sowie ein Reliefmuster mit den sechseckigen Figuren.
Medaillen und Pokal wurden von der spanischen Firma The Medal Company in Valencia hergestellt.

## Auslosung der Gruppen
Zur am 12. August 2021 in Castellón de la Plana geplanten Gruppenauslosung wurden die Nationen am 8. August 2021 nach ihrer Spielstärke auf vier Setzreihen mit jeweils acht Mannschaften zugeteilt; neben den schon qualifizierten 22 Mannschaften wurden für die noch ausstehenden Qualifikationen in Asien (sechs Plätze), Süd- und Mittelamerika (drei Plätze) sowie in Nordamerika und der Karibik (ein Platz) zehn Platzhalter vergeben:
| Lostopf 1 | Lostopf 2                                                                              | Lostopf 3 | Lostopf 4                                                                                            |
| --- | -------------------------------------------------------------------------------------- | --- | --- |
| - Niederlande - Norwegen - Spanien - Frankreich - Kroatien - Dänemark - Russische Handballföderation * - Deutschland | - Montenegro - Ungarn - Schweden - Asien 1 - Asien 2 - Rumänien - Serbien - Österreich | - Angola - Süd-/Mittelamerika 1 - Süd-/Mittelamerika 2 - Kamerun - Tschechien - Tunesien - Nordamerika/Karibik - Asien 3 | - Asien 4 - Slowakei - Slowenien - Asien 5 - Asien 6 - Republik Kongo - Süd-/Mittelamerika 3 - Polen |

* Wegen nachgewiesenen Dopings wurde Russland international in diversen Sportarten nicht zur Teilnahme zugelassen; Mannschaften starten daher nicht unter der Bezeichnung Russische Föderation, sondern jeweils des nationalen Verbands.
Am 12. August 2021 wurden auf dem Plaza Mayor de Castelló unter Beteiligung von Alejandro Blanco (Präsident des spanischen Olympischen Komitees), Francisco V. Blázquez (Präsident des spanischen Handballverbands), Hassan Moustafa, Per Bertelsen und Patric Strub von der IHF, Amparo Marco (Bürgermeisterin von Castelló), Diana Box (Sportstadträtin in Torrevieja), Joanma Miguel (Bürgermeisterin von Llíria), Josep Mayoral (Bürgermeister von Granollers) und der Handballspielerinnen Cristina Gómez, Natalja Morskowa, Susana Pareja und Paula Arcos die Gruppen ausgelost. Nach der Auslosung der Nationen aus den Lostöpfen 2, 3 und 4 konnte der spanische Verband als Ausrichter sich eine Gruppe aussuchen und entschied sich für die Gruppe H, zu der bis dato außer Österreich zwei noch zu ermittelnde Team, der Zweitplatzierte der süd- und mittelamerikanische Meisterschaft und der Sechstplatzierte der Asienmeisterschaft, gelost waren.
Die Gruppenauslosung ergab folgende acht Gruppen:
| Gruppe A    | Gruppe B                       | Gruppe C                  | Gruppe D                  |
| ----------- | ------------------------------ | ------------------------- | ------------------------- |
| Frankreich  | Russische Handballföderation * | Norwegen                  | Niederlande               |
| Montenegro  | Serbien                        | Rumänien                  | Schweden                  |
| Angola      | Kamerun                        | Asien 3 ***               | Nordamerika/Karibik **    |
| Slowenien   | Polen                          | Asien 4 ***               | Asien 5 ***               |
| Gruppe E    | Gruppe F                       | Gruppe G                  | Gruppe H                  |
| Deutschland | Dänemark                       | Kroatien                  | Spanien                   |
| Ungarn      | Asien 1 ***                    | Asien 2 ***               | Österreich                |
| Tschechien  | Tunesien                       | Süd-/Mittelamerika 1 **** | Süd-/Mittelamerika 2 **** |
| Slowakei    | Republik Kongo                 | Süd-/Mittelamerika 3 **** | Asien 6 ***               |

- * Wegen nachgewiesenen Dopings wurde Russland international in diversen Sportarten nicht zur Teilnahme zugelassen; Mannschaften starten daher nicht unter der Bezeichnung Russische Föderation, sondern jeweils des nationalen Verbands.
- ** Die Qualifikation in Nordamerika und der Karibik wurde vom 22. bis 27. August ausgetragen.
- *** Die Qualifikation in Asien wurde vom 15. bis 25. September ausgetragen.
- **** Die Qualifikation in Süd- und Mittelamerika wurde vom 4. bis 10. Oktober ausgetragen.

Nach Abschluss auch der zum Zeitpunkt der Auslosung noch ausstehenden Qualifikationen ergab sich folgende Gruppeneinteilung:
| Gruppe A    | Gruppe B                       | Gruppe C   | Gruppe D               |
| ----------- | ------------------------------ | ---------- | ---------------------- |
| Frankreich  | Russische Handballföderation * | Norwegen   | Niederlande            |
| Montenegro  | Serbien                        | Rumänien   | Schweden               |
| Angola      | Kamerun                        | Kasachstan | Puerto Rico            |
| Slowenien   | Polen                          | Iran       | Usbekistan             |
| Gruppe E    | Gruppe F                       | Gruppe G   | Gruppe H               |
| Deutschland | Dänemark                       | Kroatien   | Spanien                |
| Ungarn      | Südkorea                       | Japan      | Österreich             |
| Tschechien  | Tunesien                       | Brasilien  | Argentinien            |
| Slowakei    | Republik Kongo                 | Paraguay   | Volksrepublik China ** |

- * Wegen nachgewiesenen Dopings wurde Russland international in diversen Sportarten nicht zur Teilnahme zugelassen; Mannschaften starten daher nicht unter der Bezeichnung Russische Föderation, sondern jeweils des nationalen Verbands.
- ** Die VR China hatte nicht an der Asienmeisterschaft teilgenommen, erhielt aber von der IHF am 23. September 2021 anstelle des noch bei der Gruppenauslosung am 12. August 2021 vorgesehenen Sechstplatzierten der Asienmeisterschaft den sechsten dem asiatischen Verband zustehenden Startplatz per Wildcard.[19][20]

## Kader
Die teilnehmenden Verbände durften bis zu 34 Spielerinnen für den erweiterten Kader nominieren. Vor Beginn der Weltmeisterschaft war ein Kader von 16 Spielerinnen zu benennen. Während des Turniers durften dann bis zu fünf Spielerinnen ersetzt werden.

## Turnierverlauf
Das Turnier begann mit dem Spiel der Spanierinnen gegen die Argentinierinnen am 1. Dezember 2021 um 20:30 Uhr Ortszeit in Torrevieja. Das Finale fand am 19. Dezember um 14:30 Uhr Ortszeit in Granollers statt.

### Vorrunde
In der Vorrunde spielte vom 1. bis 7. Dezember 2021 jede Mannschaft einer Gruppe einmal gegen jedes andere Team dieser Gruppe; jede Mannschaft erhielt pro Sieg zwei Punkte und pro Unentschieden einen Punkt. Die besten drei Mannschaften jeder Gruppe qualifizierten sich für die Hauptrunde.
Bei Punktgleichheit von zwei oder mehr Mannschaften entscheiden nach Abschluss der Vorrunde folgende Kriterien über die Platzierung: Die höhere Anzahl Punkte in den Direktbegegnungen der punktgleichen Teams; ggf. die bessere Tordifferenz in den Direktbegegnungen der punktgleichen Teams, die höhere Anzahl Tore in den Direktbegegnungen der punktgleichen Teams, die bessere Tordifferenz aus allen Gruppenspielen, die höhere Anzahl Tore aus allen Gruppenspielen und zuletzt das Los.
Legende

Die Uhrzeiten sind in MEZ angegeben.

#### Gruppe A
Die Spiele der Gruppe A wurden im Palau d’Esports de Granollers ausgetragen.
| Pl. | Land       | Sp. | S | U | N | Tore    | Diff. | Punkte |
| --- | ---------- | --- | - | - | - | ------- | ----- | ------ |
| 1.  | Frankreich | 3   | 3 | 0 | 0 | 083:570 | +26   | 6      |
| 2.  | Slowenien  | 3   | 1 | 1 | 1 | 071:720 | −1    | 3      |
| 3.  | Montenegro | 3   | 1 | 0 | 2 | 067:720 | −5    | 2      |
| 4.  | Angola     | 3   | 0 | 1 | 2 | 065:850 | −20   | 1      |

| 3. Dezember 2021 18:00 Uhr | Frankreich                       | 30:20                          | Angola                  | Palau d’Esports de Granollers, Granollers Zuschauer: 791 Schiedsrichter: Lončar, Lončar |
| 3. Dezember 2021 18:00 Uhr | meiste Tore: Foppa, Granier je 4 | (13:09)                        | meiste Tore: Venâncio 5 | Palau d’Esports de Granollers, Granollers Zuschauer: 791 Schiedsrichter: Lončar, Lončar |
| 3. Dezember 2021 18:00 Uhr | Strafen: 4×                      | Spielbericht \| Spielstatistik | Strafen: 1× 7×          | Palau d’Esports de Granollers, Granollers Zuschauer: 791 Schiedsrichter: Lončar, Lončar |

| 3. Dezember 2021 20:30 Uhr | Montenegro               | 18:28                          | Slowenien           | Palau d’Esports de Granollers, Granollers Zuschauer: 1.007 Schiedsrichter: Javier Álvarez Mata, Yon Bustamante López |
| 3. Dezember 2021 20:30 Uhr | meiste Tore: Radičević 7 | (08:16)                        | meiste Tore: Gros 6 | Palau d’Esports de Granollers, Granollers Zuschauer: 1.007 Schiedsrichter: Javier Álvarez Mata, Yon Bustamante López |
| 3. Dezember 2021 20:30 Uhr | Strafen: 1× 4×           | Spielbericht \| Spielstatistik | Strafen: 5×         | Palau d’Esports de Granollers, Granollers Zuschauer: 1.007 Schiedsrichter: Javier Álvarez Mata, Yon Bustamante López |

| 5. Dezember 2021 18:00 Uhr | Slowenien              | 18:29                          | Frankreich               | Palau d’Esports de Granollers, Granollers Zuschauer: 1.211 Schiedsrichter: Sá, Sá |
| 5. Dezember 2021 18:00 Uhr | meiste Tore: Varagić 6 | (08:13)                        | meiste Tore: Nze Minko 6 | Palau d’Esports de Granollers, Granollers Zuschauer: 1.211 Schiedsrichter: Sá, Sá |
| 5. Dezember 2021 18:00 Uhr | Strafen: 1× 5×         | Spielbericht \| Spielstatistik | Strafen: 1× 3×           | Palau d’Esports de Granollers, Granollers Zuschauer: 1.211 Schiedsrichter: Sá, Sá |

| 5. Dezember 2021 20:30 Uhr | Montenegro                | 30:20                          | Angola                | Palau d’Esports de Granollers, Granollers Zuschauer: 1.310 Schiedsrichter: García, Paolantoni |
| 5. Dezember 2021 20:30 Uhr | meiste Tore: Radičević 12 | (11:09)                        | meiste Tore: Guialo 6 | Palau d’Esports de Granollers, Granollers Zuschauer: 1.310 Schiedsrichter: García, Paolantoni |
| 5. Dezember 2021 20:30 Uhr | Strafen: 1× 2×            | Spielbericht \| Spielstatistik | Strafen: 2× 1×        | Palau d’Esports de Granollers, Granollers Zuschauer: 1.310 Schiedsrichter: García, Paolantoni |

| 7. Dezember 2021 18:00 Uhr | Angola                 | 25:25                          | Slowenien            | Palau d’Esports de Granollers, Granollers Zuschauer: 1.450 Schiedsrichter: Năstase, Stancu |
| 7. Dezember 2021 18:00 Uhr | meiste Tore: Pascoal 7 | (14:13)                        | meiste Tore: Gros 12 | Palau d’Esports de Granollers, Granollers Zuschauer: 1.450 Schiedsrichter: Năstase, Stancu |
| 7. Dezember 2021 18:00 Uhr | Strafen: 2×            | Spielbericht \| Spielstatistik | Strafen: 1× 2×       | Palau d’Esports de Granollers, Granollers Zuschauer: 1.450 Schiedsrichter: Năstase, Stancu |

| 7. Dezember 2021 20:30 Uhr | Frankreich               | 24:19                          | Montenegro               | Palau d’Esports de Granollers, Granollers Zuschauer: 2.481 Schiedsrichter: Belkhiri, Hamidi |
| 7. Dezember 2021 20:30 Uhr | meiste Tore: Lassource 6 | (12:12)                        | meiste Tore: Radičević 7 | Palau d’Esports de Granollers, Granollers Zuschauer: 2.481 Schiedsrichter: Belkhiri, Hamidi |
| 7. Dezember 2021 20:30 Uhr | Strafen: 3× 2×           | Spielbericht \| Spielstatistik | Strafen: 1× 4× 1×        | Palau d’Esports de Granollers, Granollers Zuschauer: 2.481 Schiedsrichter: Belkhiri, Hamidi |

#### Gruppe B
Die Spiele der Gruppe B wurden in Llíria ausgetragen.
| Pl. | Land                     | Sp. | S | U | N | Tore     | Diff. | Punkte |
| --- | ------------------------ | --- | - | - | - | -------- | ----- | ------ |
| 1.  | Russische Handballföd. * | 3   | 3 | 0 | 0 | 098:630  | +35   | 6      |
| 2.  | Serbien                  | 3   | 2 | 0 | 1 | 090:710  | +19   | 4      |
| 3.  | Polen                    | 3   | 1 | 0 | 2 | 077:700  | +7    | 2      |
| 4.  | Kamerun                  | 3   | 0 | 0 | 3 | 055:1160 | −61   | 0      |

| 3. Dezember 2021 18:00 Uhr | Russische Handballföd. | 40:18                          | Kamerun              | Poliesportiu Pla de L'Arc, Llíria Zuschauer: 690 Schiedsrichter: Koo, Lee |
| 3. Dezember 2021 18:00 Uhr | meiste Tore: Markowa 6 | (17:10)                        | meiste Tore: Mvoua 4 | Poliesportiu Pla de L'Arc, Llíria Zuschauer: 690 Schiedsrichter: Koo, Lee |
| 3. Dezember 2021 18:00 Uhr | Strafen: 3×            | Spielbericht \| Spielstatistik | Strafen: 3×          | Poliesportiu Pla de L'Arc, Llíria Zuschauer: 690 Schiedsrichter: Koo, Lee |

| 3. Dezember 2021 20:30 Uhr | Serbien                   | 25:21                          | Polen                 | Poliesportiu Pla de L'Arc, Llíria Zuschauer: 1.067 Schiedsrichter: Gasmi, Gasmi |
| 3. Dezember 2021 20:30 Uhr | meiste Tore: Janjušević 7 | (16:13)                        | meiste Tore: Rosiak 6 | Poliesportiu Pla de L'Arc, Llíria Zuschauer: 1.067 Schiedsrichter: Gasmi, Gasmi |
| 3. Dezember 2021 20:30 Uhr | Strafen: 1× 4×            | Spielbericht \| Spielstatistik | Strafen: 2× 4×        | Poliesportiu Pla de L'Arc, Llíria Zuschauer: 1.067 Schiedsrichter: Gasmi, Gasmi |

| 5. Dezember 2021 18:00 Uhr | Polen                 | 23:26                          | Russische Handballföd. | Poliesportiu Pla de L'Arc, Llíria Zuschauer: 1.166 Schiedsrichter: Christiansen, Hansen |
| 5. Dezember 2021 18:00 Uhr | meiste Tore: Rosiak 8 | (10:16)                        | meiste Tore: Iljina 8  | Poliesportiu Pla de L'Arc, Llíria Zuschauer: 1.166 Schiedsrichter: Christiansen, Hansen |
| 5. Dezember 2021 18:00 Uhr | Strafen: 2×           | Spielbericht \| Spielstatistik | Strafen: 1× 3×         | Poliesportiu Pla de L'Arc, Llíria Zuschauer: 1.166 Schiedsrichter: Christiansen, Hansen |

| 5. Dezember 2021 20:30 Uhr | Serbien               | 43:18                          | Kamerun             | Poliesportiu Pla de L'Arc, Llíria Zuschauer: 1.086 Schiedsrichter: Belkhiri, Hamidi |
| 5. Dezember 2021 20:30 Uhr | meiste Tore: Agbaba 7 | (19:09)                        | meiste Tore: Ekoh 7 | Poliesportiu Pla de L'Arc, Llíria Zuschauer: 1.086 Schiedsrichter: Belkhiri, Hamidi |
| 5. Dezember 2021 20:30 Uhr | Strafen: 1×           | Spielbericht \| Spielstatistik | Strafen: 1× 6×      | Poliesportiu Pla de L'Arc, Llíria Zuschauer: 1.086 Schiedsrichter: Belkhiri, Hamidi |

| 7. Dezember 2021 18:00 Uhr | Kamerun             | 19:33                          | Polen                 | Poliesportiu Pla de L'Arc, Llíria Zuschauer: 1.179 Schiedsrichter: Sá, Sá |
| 7. Dezember 2021 18:00 Uhr | meiste Tore: Ekoh 9 | (7:16)                         | meiste Tore: Rosiak 9 | Poliesportiu Pla de L'Arc, Llíria Zuschauer: 1.179 Schiedsrichter: Sá, Sá |
| 7. Dezember 2021 18:00 Uhr | Strafen: 6×         | Spielbericht \| Spielstatistik | Strafen: 4×           | Poliesportiu Pla de L'Arc, Llíria Zuschauer: 1.179 Schiedsrichter: Sá, Sá |

| 7. Dezember 2021 20:30 Uhr | Russische Handballföd.    | 32:22                          | Serbien                                  | Poliesportiu Pla de L'Arc, Llíria Zuschauer: 1.500 Schiedsrichter: Merz, Kuttler |
| 7. Dezember 2021 20:30 Uhr | meiste Tore: Manaharowa 7 | (15:09)                        | meiste Tore: Radojević, Stoiljković je 4 | Poliesportiu Pla de L'Arc, Llíria Zuschauer: 1.500 Schiedsrichter: Merz, Kuttler |
| 7. Dezember 2021 20:30 Uhr | Strafen: 3×               | Spielbericht \| Spielstatistik | Strafen: 2× 5× 1×                        | Poliesportiu Pla de L'Arc, Llíria Zuschauer: 1.500 Schiedsrichter: Merz, Kuttler |

* Wegen nachgewiesenen Dopings wurde Russland international in vielen Sportarten, darunter auch Handball, nicht zur Teilnahme zugelassen; Mannschaften starten daher nicht unter der Bezeichnung Russische Föderation, sondern jeweils des nationalen Verbands.

#### Gruppe C
Die Spiele der Gruppe C wurden in Castellón de la Plana ausgetragen.
| Pl. | Land       | Sp. | S | U | N | Tore     | Diff. | Punkte |
| --- | ---------- | --- | - | - | - | -------- | ----- | ------ |
| 1.  | Norwegen   | 3   | 3 | 0 | 0 | 0120:490 | +71   | 6      |
| 2.  | Rumänien   | 3   | 2 | 0 | 1 | 099:610  | +38   | 4      |
| 3.  | Kasachstan | 3   | 1 | 0 | 2 | 066:1090 | −43   | 2      |
| 4.  | Iran       | 3   | 0 | 0 | 3 | 045:1110 | −66   | 0      |

| 3. Dezember 2021 18:00 Uhr | Rumänien                       | 39:11                          | Iran                       | Polideportivo Ciutat de Castelló, Castellón de la Plana Zuschauer: 600 Schiedsrichter: Alpaidse, Bereskina |
| 3. Dezember 2021 18:00 Uhr | meiste Tore: Dincă, Laslo je 6 | (20:3)                         | meiste Tore: Vatanparast 6 | Polideportivo Ciutat de Castelló, Castellón de la Plana Zuschauer: 600 Schiedsrichter: Alpaidse, Bereskina |
| 3. Dezember 2021 18:00 Uhr | Strafen: 1×                    | Spielbericht \| Spielstatistik | Strafen: 1× 2×             | Polideportivo Ciutat de Castelló, Castellón de la Plana Zuschauer: 600 Schiedsrichter: Alpaidse, Bereskina |

| 3. Dezember 2021 20:30 Uhr | Norwegen              | 46:18                          | Kasachstan                 | Polideportivo Ciutat de Castelló, Castellón de la Plana Zuschauer: 900 Schiedsrichter: Erdoğan, Özdeniz |
| 3. Dezember 2021 20:30 Uhr | meiste Tore: Hovden 7 | (24:10)                        | meiste Tore: Alexandrowa 7 | Polideportivo Ciutat de Castelló, Castellón de la Plana Zuschauer: 900 Schiedsrichter: Erdoğan, Özdeniz |
| 3. Dezember 2021 20:30 Uhr | Strafen: 1× 3×        | Spielbericht \| Spielstatistik |                            | Polideportivo Ciutat de Castelló, Castellón de la Plana Zuschauer: 900 Schiedsrichter: Erdoğan, Özdeniz |

| 5. Dezember 2021 18:00 Uhr | Rumänien             | 38:17                          | Kasachstan                 | Polideportivo Ciutat de Castelló, Castellón de la Plana Zuschauer: 1.200 Schiedsrichter: Elsaied, Elsaied |
| 5. Dezember 2021 18:00 Uhr | meiste Tore: Moisă 6 | (14:09)                        | meiste Tore: Alexandrowa 8 | Polideportivo Ciutat de Castelló, Castellón de la Plana Zuschauer: 1.200 Schiedsrichter: Elsaied, Elsaied |
| 5. Dezember 2021 18:00 Uhr | Strafen: 3×          | Spielbericht \| Spielstatistik | Strafen: 1×                | Polideportivo Ciutat de Castelló, Castellón de la Plana Zuschauer: 1.200 Schiedsrichter: Elsaied, Elsaied |

| 5. Dezember 2021 20:30 Uhr | Iran                             | 9:41                           | Norwegen                | Polideportivo Ciutat de Castelló, Castellón de la Plana Zuschauer: 850 Schiedsrichter: Konjičanin, Konjičanin |
| 5. Dezember 2021 20:30 Uhr | meiste Tore: Drei Spielerinnen 2 | (3:22)                         | meiste Tore: Jacobsen 7 | Polideportivo Ciutat de Castelló, Castellón de la Plana Zuschauer: 850 Schiedsrichter: Konjičanin, Konjičanin |
| 5. Dezember 2021 20:30 Uhr | Strafen: 3×                      | Spielbericht \| Spielstatistik | Strafen: 1×             | Polideportivo Ciutat de Castelló, Castellón de la Plana Zuschauer: 850 Schiedsrichter: Konjičanin, Konjičanin |

| 7. Dezember 2021 18:00 Uhr | Kasachstan                 | 31:25                          | Iran                   | Polideportivo Ciutat de Castelló, Castellón de la Plana Zuschauer: 1.400 Schiedsrichter: García, Paolantoni |
| 7. Dezember 2021 18:00 Uhr | meiste Tore: Alexandrowa 8 | (14:10)                        | meiste Tore: Kianara 6 | Polideportivo Ciutat de Castelló, Castellón de la Plana Zuschauer: 1.400 Schiedsrichter: García, Paolantoni |
| 7. Dezember 2021 18:00 Uhr | Strafen: 6×                | Spielbericht \| Spielstatistik | Strafen: 4×            | Polideportivo Ciutat de Castelló, Castellón de la Plana Zuschauer: 1.400 Schiedsrichter: García, Paolantoni |

| 7. Dezember 2021 20:30 Uhr | Norwegen                | 33:22                          | Rumänien             | Polideportivo Ciutat de Castelló, Castellón de la Plana Zuschauer: 3.200 Schiedsrichter: Mitrović, Vešović |
| 7. Dezember 2021 20:30 Uhr | meiste Tore: Brattset 7 | (17:11)                        | meiste Tore: Laslo 6 | Polideportivo Ciutat de Castelló, Castellón de la Plana Zuschauer: 3.200 Schiedsrichter: Mitrović, Vešović |
| 7. Dezember 2021 20:30 Uhr | Strafen: 2×             | Spielbericht \| Spielstatistik | Strafen: 2× 4×       | Polideportivo Ciutat de Castelló, Castellón de la Plana Zuschauer: 3.200 Schiedsrichter: Mitrović, Vešović |

#### Gruppe D
Die Spiele der Gruppe D wurden in Torrevieja ausgetragen.
| Pl. | Land        | Sp. | S | U | N | Tore     | Diff. | Punkte |
| --- | ----------- | --- | - | - | - | -------- | ----- | ------ |
| 1.  | Niederlande | 3   | 2 | 1 | 0 | 0144:630 | +81   | 5      |
| 2.  | Schweden    | 3   | 2 | 1 | 0 | 0125:560 | +69   | 5      |
| 3.  | Puerto Rico | 3   | 1 | 0 | 2 | 055:1270 | −72   | 2      |
| 4.  | Usbekistan  | 3   | 0 | 0 | 3 | 056:1340 | −78   | 0      |

| 3. Dezember 2021 18:00 Uhr | Niederlande                                | 55:15                          | Puerto Rico             | Palacio de los Deportes de Torrevieja, Torrevieja Zuschauer: 548 Schiedsrichter: Covalciuc, Covalciuc |
| 3. Dezember 2021 18:00 Uhr | meiste Tore: van Wetering, Vollebregt je 8 | (23:06)                        | meiste Tore: Ceballos 5 | Palacio de los Deportes de Torrevieja, Torrevieja Zuschauer: 548 Schiedsrichter: Covalciuc, Covalciuc |
| 3. Dezember 2021 18:00 Uhr | Strafen: 1×                                | Spielbericht \| Spielstatistik |                         | Palacio de los Deportes de Torrevieja, Torrevieja Zuschauer: 548 Schiedsrichter: Covalciuc, Covalciuc |

| 3. Dezember 2021 20:30 Uhr | Schweden             | 46:15                          | Usbekistan                                     | Palacio de los Deportes de Torrevieja, Torrevieja Zuschauer: 1.138 Schiedsrichter: Sekulić, Jovandić |
| 3. Dezember 2021 20:30 Uhr | meiste Tore: Lerby 6 | (22:11)                        | meiste Tore: Chudoikulowa, Rasakbergenowa je 3 | Palacio de los Deportes de Torrevieja, Torrevieja Zuschauer: 1.138 Schiedsrichter: Sekulić, Jovandić |
| 3. Dezember 2021 20:30 Uhr | Strafen: 1×          | Spielbericht \| Spielstatistik | Strafen: 1×                                    | Palacio de los Deportes de Torrevieja, Torrevieja Zuschauer: 1.138 Schiedsrichter: Sekulić, Jovandić |

| 5. Dezember 2021 15:30 Uhr | Schweden               | 48:10                          | Puerto Rico             | Palacio de los Deportes de Torrevieja, Torrevieja Zuschauer: 907 Schiedsrichter: Kuttler, Merz |
| 5. Dezember 2021 15:30 Uhr | meiste Tore: Hagman 19 | (26:05)                        | meiste Tore: Ceballos 3 | Palacio de los Deportes de Torrevieja, Torrevieja Zuschauer: 907 Schiedsrichter: Kuttler, Merz |
| 5. Dezember 2021 15:30 Uhr | Strafen: 2× 4× 1×      | Spielbericht \| Spielstatistik | Strafen: 5×             | Palacio de los Deportes de Torrevieja, Torrevieja Zuschauer: 907 Schiedsrichter: Kuttler, Merz |

| 5. Dezember 2021 18:00 Uhr | Usbekistan                                  | 17:58                          | Niederlande                    | Palacio de los Deportes de Torrevieja, Torrevieja Zuschauer: 1.009 Schiedsrichter: Mitrović, Vešović |
| 5. Dezember 2021 18:00 Uhr | meiste Tore: Bachromowa, Abdumannonowa je 4 | (10:28)                        | meiste Tore: Bont, Nüsser je 7 | Palacio de los Deportes de Torrevieja, Torrevieja Zuschauer: 1.009 Schiedsrichter: Mitrović, Vešović |
| 5. Dezember 2021 18:00 Uhr | Strafen: 4×                                 | Spielbericht \| Spielstatistik | Strafen: 1×                    | Palacio de los Deportes de Torrevieja, Torrevieja Zuschauer: 1.009 Schiedsrichter: Mitrović, Vešović |

| 7. Dezember 2021 18:00 Uhr | Puerto Rico             | 30:24                          | Usbekistan                   | Palacio de los Deportes de Torrevieja, Torrevieja Zuschauer: 571 Schiedsrichter: Krichen, Makhlouf |
| 7. Dezember 2021 18:00 Uhr | meiste Tore: Ceballos 9 | (14:12)                        | meiste Tore: Chudoikulowa 10 | Palacio de los Deportes de Torrevieja, Torrevieja Zuschauer: 571 Schiedsrichter: Krichen, Makhlouf |
| 7. Dezember 2021 18:00 Uhr | Strafen: 2× 4×          | Spielbericht \| Spielstatistik | Strafen: 1× 2×               | Palacio de los Deportes de Torrevieja, Torrevieja Zuschauer: 571 Schiedsrichter: Krichen, Makhlouf |

| 7. Dezember 2021 20:30 Uhr | Niederlande         | 31:31                          | Schweden               | Palacio de los Deportes de Torrevieja, Torrevieja Zuschauer: 1.825 Schiedsrichter: Konjičanin, Konjičanin |
| 7. Dezember 2021 20:30 Uhr | meiste Tore: Bont 6 | (17:18)                        | meiste Tore: Roberts 8 | Palacio de los Deportes de Torrevieja, Torrevieja Zuschauer: 1.825 Schiedsrichter: Konjičanin, Konjičanin |
| 7. Dezember 2021 20:30 Uhr | Strafen: 3×         | Spielbericht \| Spielstatistik | Strafen: 3×            | Palacio de los Deportes de Torrevieja, Torrevieja Zuschauer: 1.825 Schiedsrichter: Konjičanin, Konjičanin |

#### Gruppe E
Die Spiele der Gruppe E wurden in Llíria ausgetragen.
| Pl. | Land        | Sp. | S | U | N | Tore    | Diff. | Punkte |
| --- | ----------- | --- | - | - | - | ------- | ----- | ------ |
| 1.  | Deutschland | 3   | 3 | 0 | 0 | 092:670 | +25   | 6      |
| 2.  | Ungarn      | 3   | 2 | 0 | 1 | 091:830 | +8    | 4      |
| 3.  | Tschechien  | 3   | 1 | 0 | 2 | 074:860 | −12   | 2      |
| 4.  | Slowakei    | 3   | 0 | 0 | 3 | 074:950 | −21   | 0      |

| 2. Dezember 2021 18:00 Uhr | Deutschland                          | 31:21                          | Tschechien                          | Poliesportiu Pla de L'Arc, Llíria Zuschauer: 375 Schiedsrichter: Belkhiri, Hamidi |
| 2. Dezember 2021 18:00 Uhr | meiste Tore: Grijseels, Maidhof je 4 | (17:10)                        | meiste Tore: drei Spielerinnen je 4 | Poliesportiu Pla de L'Arc, Llíria Zuschauer: 375 Schiedsrichter: Belkhiri, Hamidi |
| 2. Dezember 2021 18:00 Uhr | Strafen: 1× 3×                       | Spielbericht \| Spielstatistik | Strafen: 4× 1×                      | Poliesportiu Pla de L'Arc, Llíria Zuschauer: 375 Schiedsrichter: Belkhiri, Hamidi |

| 2. Dezember 2021 20:30 Uhr | Ungarn                           | 35:29                          | Slowakei                | Poliesportiu Pla de L'Arc, Llíria Zuschauer: 448 Schiedsrichter: Christiansen, Hansen |
| 2. Dezember 2021 20:30 Uhr | meiste Tore: Klujber, Háfra je 7 | (16:16)                        | meiste Tore: Bíziková 8 | Poliesportiu Pla de L'Arc, Llíria Zuschauer: 448 Schiedsrichter: Christiansen, Hansen |
| 2. Dezember 2021 20:30 Uhr | Strafen: 2×                      | Spielbericht \| Spielstatistik | Strafen: 3×             | Poliesportiu Pla de L'Arc, Llíria Zuschauer: 448 Schiedsrichter: Christiansen, Hansen |

| 4. Dezember 2021 18:00 Uhr | Slowakei                             | 22:36                          | Deutschland              | Poliesportiu Pla de L'Arc, Llíria Zuschauer: 1.144 Schiedsrichter: Koo, Lee |
| 4. Dezember 2021 18:00 Uhr | meiste Tore: Bajčiová, Bíziková je 4 | (12:17)                        | meiste Tore: Grijseels 6 | Poliesportiu Pla de L'Arc, Llíria Zuschauer: 1.144 Schiedsrichter: Koo, Lee |
| 4. Dezember 2021 18:00 Uhr | Strafen: 3×                          | Spielbericht \| Spielstatistik | Strafen: 3×              | Poliesportiu Pla de L'Arc, Llíria Zuschauer: 1.144 Schiedsrichter: Koo, Lee |

| 4. Dezember 2021 20:30 Uhr | Ungarn                  | 32:29                          | Tschechien                | Poliesportiu Pla de L'Arc, Llíria Zuschauer: 1.145 Schiedsrichter: Gasmi, Gasmi |
| 4. Dezember 2021 20:30 Uhr | meiste Tore: Klujber 11 | (17:15)                        | meiste Tore: Jeřábková 10 | Poliesportiu Pla de L'Arc, Llíria Zuschauer: 1.145 Schiedsrichter: Gasmi, Gasmi |
| 4. Dezember 2021 20:30 Uhr | Strafen: 2× 7×          | Spielbericht \| Spielstatistik | Strafen: 2×               | Poliesportiu Pla de L'Arc, Llíria Zuschauer: 1.145 Schiedsrichter: Gasmi, Gasmi |

| 6. Dezember 2021 18:00 Uhr | Tschechien                           | 24:23                          | Slowakei             | Poliesportiu Pla de L'Arc, Llíria Zuschauer: 1.294 Schiedsrichter: Erdoğan, Özdeniz |
| 6. Dezember 2021 18:00 Uhr | meiste Tore: Zachová, Jeřábková je 4 | (15:14)                        | meiste Tore: Lancz 5 | Poliesportiu Pla de L'Arc, Llíria Zuschauer: 1.294 Schiedsrichter: Erdoğan, Özdeniz |
| 6. Dezember 2021 18:00 Uhr | Strafen: 3× 1×                       | Spielbericht \| Spielstatistik | Strafen: 2× 1×       | Poliesportiu Pla de L'Arc, Llíria Zuschauer: 1.294 Schiedsrichter: Erdoğan, Özdeniz |

| 6. Dezember 2021 20:30 Uhr | Deutschland            | 25:24                          | Ungarn                | Poliesportiu Pla de L'Arc, Llíria Zuschauer: 2.053 Schiedsrichter: Javier Álvarez Mata, Yon Bustamante López |
| 6. Dezember 2021 20:30 Uhr | meiste Tore: Maidhof 5 | (14:09)                        | meiste Tore: Lukács 5 | Poliesportiu Pla de L'Arc, Llíria Zuschauer: 2.053 Schiedsrichter: Javier Álvarez Mata, Yon Bustamante López |
| 6. Dezember 2021 20:30 Uhr | Strafen: 1× 3×         | Spielbericht \| Spielstatistik | Strafen: 3×           | Poliesportiu Pla de L'Arc, Llíria Zuschauer: 2.053 Schiedsrichter: Javier Álvarez Mata, Yon Bustamante López |

#### Gruppe F
Die Spiele der Gruppe F wurden im Palau d’Esports de Granollers ausgetragen.
| Pl. | Land           | Sp. | S | U | N | Tore     | Diff. | Punkte |
| --- | -------------- | --- | - | - | - | -------- | ----- | ------ |
| 1.  | Dänemark       | 3   | 3 | 0 | 0 | 0103:570 | +46   | 6      |
| 2.  | Südkorea       | 3   | 2 | 0 | 1 | 091:870  | +4    | 4      |
| 3.  | Republik Kongo | 3   | 1 | 0 | 2 | 074:940  | −20   | 2      |
| 4.  | Tunesien       | 3   | 0 | 0 | 3 | 069:990  | −30   | 0      |

| 2. Dezember 2021 18:00 Uhr | Südkorea                 | 37:23                          | Kongo               | Palau d’Esports de Granollers, Granollers Zuschauer: 641 Schiedsrichter: Paolantoni, García |
| 2. Dezember 2021 18:00 Uhr | meiste Tore: Kim So-ra 6 | (22:11)                        | meiste Tore: Nkou 5 | Palau d’Esports de Granollers, Granollers Zuschauer: 641 Schiedsrichter: Paolantoni, García |
| 2. Dezember 2021 18:00 Uhr | Strafen: 1× 3×           | Spielbericht \| Spielstatistik | Strafen: 3×         | Palau d’Esports de Granollers, Granollers Zuschauer: 641 Schiedsrichter: Paolantoni, García |

| 2. Dezember 2021 20:30 Uhr | Dänemark                | 35:16                          | Tunesien              | Palau d’Esports de Granollers, Granollers Zuschauer: 727 Schiedsrichter: Sá, Sá |
| 2. Dezember 2021 20:30 Uhr | meiste Tore: Heindahl 6 | (16:08)                        | meiste Tore: Amiche 4 | Palau d’Esports de Granollers, Granollers Zuschauer: 727 Schiedsrichter: Sá, Sá |
| 2. Dezember 2021 20:30 Uhr | Strafen: 5×             | Spielbericht \| Spielstatistik | Strafen: 3×           | Palau d’Esports de Granollers, Granollers Zuschauer: 727 Schiedsrichter: Sá, Sá |

| 4. Dezember 2021 18:00 Uhr | Südkorea                   | 31:29                          | Tunesien              | Palau d’Esports de Granollers, Granollers Zuschauer: 491 Schiedsrichter: Stancu, Năstase |
| 4. Dezember 2021 18:00 Uhr | meiste Tore: Ryu Eun-hee 7 | (14:14)                        | meiste Tore: Rezgui 6 | Palau d’Esports de Granollers, Granollers Zuschauer: 491 Schiedsrichter: Stancu, Năstase |
| 4. Dezember 2021 18:00 Uhr | Strafen: 4×                | Spielbericht \| Spielstatistik | Strafen: 2×           | Palau d’Esports de Granollers, Granollers Zuschauer: 491 Schiedsrichter: Stancu, Năstase |

| 4. Dezember 2021 20:30 Uhr | Kongo                   | 18:33                          | Dänemark              | Palau d’Esports de Granollers, Granollers Zuschauer: 611 Schiedsrichter: Lončar, Lončar |
| 4. Dezember 2021 20:30 Uhr | meiste Tore: Ngombele 5 | (07:18)                        | meiste Tore: Nolsøe 6 | Palau d’Esports de Granollers, Granollers Zuschauer: 611 Schiedsrichter: Lončar, Lončar |
| 4. Dezember 2021 20:30 Uhr | Strafen: 4×             | Spielbericht \| Spielstatistik | Strafen: 5×           | Palau d’Esports de Granollers, Granollers Zuschauer: 611 Schiedsrichter: Lončar, Lončar |

| 6. Dezember 2021 18:00 Uhr | Tunesien               | 24:33                          | Kongo                 | Palau d’Esports de Granollers, Granollers Zuschauer: 972 Schiedsrichter: Covalciuc, Covalciuc |
| 6. Dezember 2021 18:00 Uhr | meiste Tore: Hachana 7 | (09:18)                        | meiste Tore: Yimga 11 | Palau d’Esports de Granollers, Granollers Zuschauer: 972 Schiedsrichter: Covalciuc, Covalciuc |
| 6. Dezember 2021 18:00 Uhr | Strafen: 2× 1×         | Spielbericht \| Spielstatistik | Strafen: 3× 5×        | Palau d’Esports de Granollers, Granollers Zuschauer: 972 Schiedsrichter: Covalciuc, Covalciuc |

| 6. Dezember 2021 20:30 Uhr | Dänemark               | 35:23                          | Südkorea                   | Palau d’Esports de Granollers, Granollers Zuschauer: 1.502 Schiedsrichter: Gasmi, Gasmi |
| 6. Dezember 2021 20:30 Uhr | meiste Tore: Iversen 6 | (19:14)                        | meiste Tore: Ryu Eun-hee 9 | Palau d’Esports de Granollers, Granollers Zuschauer: 1.502 Schiedsrichter: Gasmi, Gasmi |
| 6. Dezember 2021 20:30 Uhr | Strafen: 2×            | Spielbericht \| Spielstatistik | Strafen: 2×                | Palau d’Esports de Granollers, Granollers Zuschauer: 1.502 Schiedsrichter: Gasmi, Gasmi |

#### Gruppe G
Die Spiele der Gruppe G wurden in Castellón de la Plana ausgetragen.
| Pl. | Land      | Sp. | S | U | N | Tore     | Diff. | Punkte |
| --- | --------- | --- | - | - | - | -------- | ----- | ------ |
| 1.  | Brasilien | 3   | 3 | 0 | 0 | 092:690  | +23   | 6      |
| 2.  | Japan     | 3   | 2 | 0 | 1 | 093:720  | +21   | 4      |
| 3.  | Kroatien  | 3   | 1 | 0 | 2 | 089:740  | +15   | 2      |
| 4.  | Paraguay  | 3   | 0 | 0 | 3 | 052:1110 | −59   | 0      |

| 2. Dezember 2021 18:00 Uhr | Kroatien                | 25:30                          | Brasilien               | Polideportivo Ciudad de Castelló, Castellón de la Plana Zuschauer: 700 Schiedsrichter: Elsaied, Elsaied |
| 2. Dezember 2021 18:00 Uhr | meiste Tore: Blažević 7 | (12:18)                        | meiste Tore: de Paula 7 | Polideportivo Ciudad de Castelló, Castellón de la Plana Zuschauer: 700 Schiedsrichter: Elsaied, Elsaied |
| 2. Dezember 2021 18:00 Uhr | Strafen: 1× 3×          | Spielbericht \| Spielstatistik | Strafen: 1× 3×          | Polideportivo Ciudad de Castelló, Castellón de la Plana Zuschauer: 700 Schiedsrichter: Elsaied, Elsaied |

| 2. Dezember 2021 20:30 Uhr | Japan                               | 40:17                          | Paraguay                           | Polideportivo Ciudad de Castelló, Castellón de la Plana Zuschauer: 400 Schiedsrichter: Konjičanin, Konjičanin |
| 2. Dezember 2021 20:30 Uhr | meiste Tore: Aizawa, Yoshidome je 6 | (19:10)                        | meiste Tore: Fiore, Fernández je 4 | Polideportivo Ciudad de Castelló, Castellón de la Plana Zuschauer: 400 Schiedsrichter: Konjičanin, Konjičanin |
| 2. Dezember 2021 20:30 Uhr | Strafen: 6×                         | Spielbericht \| Spielstatistik | Strafen: 2×                        | Polideportivo Ciudad de Castelló, Castellón de la Plana Zuschauer: 400 Schiedsrichter: Konjičanin, Konjičanin |

| 4. Dezember 2021 18:00 Uhr | Paraguay             | 16:38                          | Kroatien                         | Polideportivo Ciudad de Castelló, Castellón de la Plana Zuschauer: 550 Schiedsrichter: Erdoğan, Özdeniz |
| 4. Dezember 2021 18:00 Uhr | meiste Tore: Acuña 5 | (05:15)                        | meiste Tore: Turk, Blažević je 6 | Polideportivo Ciudad de Castelló, Castellón de la Plana Zuschauer: 550 Schiedsrichter: Erdoğan, Özdeniz |
| 4. Dezember 2021 18:00 Uhr | Strafen: 8×          | Spielbericht \| Spielstatistik | Strafen: 1× 5×                   | Polideportivo Ciudad de Castelló, Castellón de la Plana Zuschauer: 550 Schiedsrichter: Erdoğan, Özdeniz |

| 4. Dezember 2021 20:30 Uhr | Japan                               | 25:29                          | Brasilien              | Polideportivo Ciudad de Castelló, Castellón de la Plana Zuschauer: 890 Schiedsrichter: Christiansen, Hansen |
| 4. Dezember 2021 20:30 Uhr | meiste Tore: drei Spielerinnen je 4 | (15:12)                        | meiste Tore: Cardoso 7 | Polideportivo Ciudad de Castelló, Castellón de la Plana Zuschauer: 890 Schiedsrichter: Christiansen, Hansen |
| 4. Dezember 2021 20:30 Uhr | Strafen: 5×                         | Spielbericht \| Spielstatistik | Strafen: 1× 2×         | Polideportivo Ciudad de Castelló, Castellón de la Plana Zuschauer: 890 Schiedsrichter: Christiansen, Hansen |

| 6. Dezember 2021 18:00 Uhr | Brasilien               | 33:19                          | Paraguay                             | Polideportivo Ciudad de Castelló, Castellón de la Plana Zuschauer: 850 Schiedsrichter: Koo, Lee |
| 6. Dezember 2021 18:00 Uhr | meiste Tore: Quintino 6 | (20:07)                        | meiste Tore: Fernández, Mendoza je 3 | Polideportivo Ciudad de Castelló, Castellón de la Plana Zuschauer: 850 Schiedsrichter: Koo, Lee |
| 6. Dezember 2021 18:00 Uhr | Strafen: 1× 4×          | Spielbericht \| Spielstatistik | Strafen: 1×                          | Polideportivo Ciudad de Castelló, Castellón de la Plana Zuschauer: 850 Schiedsrichter: Koo, Lee |

| 6. Dezember 2021 20:30 Uhr | Kroatien              | 26:28                          | Japan                   | Polideportivo Ciudad de Castelló, Castellón de la Plana Zuschauer: 1.100 Schiedsrichter: Alpaidse, Bereskina |
| 6. Dezember 2021 20:30 Uhr | meiste Tore: Kalaus 6 | (14:14)                        | meiste Tore: Nakayama 9 | Polideportivo Ciudad de Castelló, Castellón de la Plana Zuschauer: 1.100 Schiedsrichter: Alpaidse, Bereskina |
| 6. Dezember 2021 20:30 Uhr | Strafen: 1× 4×        | Spielbericht \| Spielstatistik | Strafen: 7×             | Polideportivo Ciudad de Castelló, Castellón de la Plana Zuschauer: 1.100 Schiedsrichter: Alpaidse, Bereskina |

#### Gruppe H
Die Spiele der Gruppe H wurden in Torrevieja ausgetragen.
| Pl. | Land                | Sp. | S | U | N | Tore     | Diff. | Punkte |
| --- | ------------------- | --- | - | - | - | -------- | ----- | ------ |
| 1.  | Spanien             | 3   | 3 | 0 | 0 | 093:500  | +43   | 6      |
| 2.  | Argentinien         | 3   | 2 | 0 | 1 | 080:820  | −2    | 4      |
| 3.  | Österreich          | 3   | 1 | 0 | 2 | 086:890  | −3    | 2      |
| 4.  | Volksrepublik China | 3   | 0 | 0 | 3 | 069:1070 | −38   | 0      |

| 1. Dezember 2021 20:30 Uhr | Spanien                                  | 29:13                          | Argentinien                      | Palacio de los Deportes de Torrevieja, Torrevieja Zuschauer: 2.080 Schiedsrichter: Alpaidse, Bereskina |
| 1. Dezember 2021 20:30 Uhr | meiste Tore: Campos, Cabral Barbosa je 5 | (11:10)                        | meiste Tore: Urban, Karsten je 3 | Palacio de los Deportes de Torrevieja, Torrevieja Zuschauer: 2.080 Schiedsrichter: Alpaidse, Bereskina |
| 1. Dezember 2021 20:30 Uhr | Strafen: 2× 4×                           | Spielbericht \| Spielstatistik | Strafen: 5×                      | Palacio de los Deportes de Torrevieja, Torrevieja Zuschauer: 2.080 Schiedsrichter: Alpaidse, Bereskina |

| 2. Dezember 2021 18:00 Uhr | Österreich            | 38:27                          | Volksrepublik China  | Palacio de los Deportes de Torrevieja, Torrevieja Zuschauer: 250 Schiedsrichter: Mitrović, Vešović |
| 2. Dezember 2021 18:00 Uhr | meiste Tore: Pandza 9 | (22:13)                        | meiste Tore: Zhang 8 | Palacio de los Deportes de Torrevieja, Torrevieja Zuschauer: 250 Schiedsrichter: Mitrović, Vešović |
| 2. Dezember 2021 18:00 Uhr | Strafen: 4×           | Spielbericht \| Spielstatistik | Strafen: 2× 9×       | Palacio de los Deportes de Torrevieja, Torrevieja Zuschauer: 250 Schiedsrichter: Mitrović, Vešović |

| 4. Dezember 2021 18:00 Uhr | Österreich             | 29:31                          | Argentinien             | Palacio de los Deportes de Torrevieja, Torrevieja Zuschauer: 1.622 Schiedsrichter: Krichen, Makhlouf |
| 4. Dezember 2021 18:00 Uhr | meiste Tore: Pandza 10 | (14:18)                        | meiste Tore: Karsten 11 | Palacio de los Deportes de Torrevieja, Torrevieja Zuschauer: 1.622 Schiedsrichter: Krichen, Makhlouf |
| 4. Dezember 2021 18:00 Uhr | Strafen: 2× 8× 1×      | Spielbericht \| Spielstatistik | Strafen: 4×             | Palacio de los Deportes de Torrevieja, Torrevieja Zuschauer: 1.622 Schiedsrichter: Krichen, Makhlouf |

| 4. Dezember 2021 20:30 Uhr | Volksrepublik China | 18:33                          | Spanien                       | Palacio de los Deportes de Torrevieja, Torrevieja Zuschauer: 2.619 Schiedsrichter: Covalciuc, Covalciuc |
| 4. Dezember 2021 20:30 Uhr | meiste Tore: Wang 3 | (07:16)                        | meiste Tore: Cabral Barbosa 5 | Palacio de los Deportes de Torrevieja, Torrevieja Zuschauer: 2.619 Schiedsrichter: Covalciuc, Covalciuc |
| 4. Dezember 2021 20:30 Uhr | Strafen: 1× 5× 1×   | Spielbericht \| Spielstatistik | Strafen: 1× 2×                | Palacio de los Deportes de Torrevieja, Torrevieja Zuschauer: 2.619 Schiedsrichter: Covalciuc, Covalciuc |

| 6. Dezember 2021 18:00 Uhr | Argentinien            | 36:24                          | Volksrepublik China | Palacio de los Deportes de Torrevieja, Torrevieja Zuschauer: 1.326 Schiedsrichter: Elsaied, Elsaied |
| 6. Dezember 2021 18:00 Uhr | meiste Tore: Karsten 8 | (17:09)                        | meiste Tore: Jin 8  | Palacio de los Deportes de Torrevieja, Torrevieja Zuschauer: 1.326 Schiedsrichter: Elsaied, Elsaied |
| 6. Dezember 2021 18:00 Uhr |                        | Spielbericht \| Spielstatistik | Strafen: 6×         | Palacio de los Deportes de Torrevieja, Torrevieja Zuschauer: 1.326 Schiedsrichter: Elsaied, Elsaied |

| 6. Dezember 2021 20:30 Uhr | Spanien               | 31:19                          | Österreich            | Palacio de los Deportes de Torrevieja, Torrevieja Zuschauer: 3.000 Schiedsrichter: Sekulić, Jovandić |
| 6. Dezember 2021 20:30 Uhr | meiste Tore: Martín 9 | (14:06)                        | meiste Tore: Kovacs 8 | Palacio de los Deportes de Torrevieja, Torrevieja Zuschauer: 3.000 Schiedsrichter: Sekulić, Jovandić |
| 6. Dezember 2021 20:30 Uhr | Strafen: 2×           | Spielbericht \| Spielstatistik | Strafen: 3×           | Palacio de los Deportes de Torrevieja, Torrevieja Zuschauer: 3.000 Schiedsrichter: Sekulić, Jovandić |

### Hauptrunde
Auch in der Hauptrunde wurden die Spiele als Punktspiele ausgetragen. Dabei bekam jede Mannschaft pro Sieg zwei Punkte und pro Unentschieden einen Punkt. In der Hauptgruppe wurden vier Gruppen mit jeweils sechs Mannschaften gebildet. Die Spielergebnisse der Mannschaften gegen die Mannschaften, welche aus der eigenen Vorrunden-Gruppe mit in die Hauptrunde einzogen, wurden mitgenommen. Die Spiele fanden vom 8. bis zum 13. Dezember statt.
Bei Punktgleichheit von zwei oder mehr Mannschaften entschied nach Abschluss der Hauptrunde folgende Kriterien über die Platzierung: Die höhere Anzahl Punkte in den Direktbegegnungen der punktgleichen Teams; die bessere Tordifferenz in den Direktbegegnungen der punktgleichen Teams; die höhere Anzahl Tore in den Direktbegegnungen der punktgleichen Teams; die bessere Tordifferenz von sämtlichen Spielen; die höhere Plustoranzahl sämtlicher Spiele oder zuletzt das Los.
| Farbe | Bedeutung                                           |
| ----- | --------------------------------------------------- |
|       | Mannschaft qualifizierte sich für das Viertelfinale |

#### Gruppe I
Die Spiele wurden in Granollers ausgetragen.
| Pl. | Land                   | Sp. | S | U | N | Tore      | Diff. | Punkte |
| --- | ---------------------- | --- | - | - | - | --------- | ----- | ------ |
| 1.  | Frankreich             | 5   | 5 | 0 | 0 | 0134:1000 | +34   | 10     |
| 2.  | Russische Handballföd. | 5   | 3 | 1 | 1 | 0143:1290 | +14   | 7      |
| 3.  | Serbien                | 5   | 3 | 0 | 2 | 0124:1250 | −1    | 6      |
| 4.  | Polen                  | 5   | 2 | 0 | 3 | 0120:1310 | −11   | 4      |
| 5.  | Slowenien              | 5   | 1 | 1 | 3 | 0123:1310 | −8    | 3      |
| 6.  | Montenegro             | 5   | 0 | 0 | 5 | 0115:1430 | −28   | 0      |

| 9. Dezember 2021 15:30 Uhr | Russische Handballföd. | 26:26                          | Slowenien             | Palau d’Esports de Granollers, Granollers Zuschauer: 385 Schiedsrichter: Paolantoni, García |
| 9. Dezember 2021 15:30 Uhr | meiste Tore: Iljina 7  | (14:15)                        | meiste Tore: Stanko 7 | Palau d’Esports de Granollers, Granollers Zuschauer: 385 Schiedsrichter: Paolantoni, García |
| 9. Dezember 2021 15:30 Uhr | Strafen: 2×            | Spielbericht \| Spielstatistik | Strafen: 1× 6×        | Palau d’Esports de Granollers, Granollers Zuschauer: 385 Schiedsrichter: Paolantoni, García |

| 9. Dezember 2021 18:00 Uhr | Montenegro               | 25:27                          | Serbien                  | Palau d’Esports de Granollers, Granollers Zuschauer: 810 Schiedsrichter: Javier Álvarez Mata, Yon Bustamante López |
| 9. Dezember 2021 18:00 Uhr | meiste Tore: Radičević 8 | (18:14)                        | meiste Tore: Radojević 8 | Palau d’Esports de Granollers, Granollers Zuschauer: 810 Schiedsrichter: Javier Álvarez Mata, Yon Bustamante López |
| 9. Dezember 2021 18:00 Uhr | Strafen: 6×              | Spielbericht \| Spielstatistik | Strafen: 1×              | Palau d’Esports de Granollers, Granollers Zuschauer: 810 Schiedsrichter: Javier Álvarez Mata, Yon Bustamante López |

| 9. Dezember 2021 20:30 Uhr | Frankreich           | 26:16                          | Polen                            | Palau d’Esports de Granollers, Granollers Zuschauer: 884 Schiedsrichter: Lončar, Lončar |
| 9. Dezember 2021 20:30 Uhr | meiste Tore: Foppa 5 | (14:09)                        | meiste Tore: Drei Spielerinnen 3 | Palau d’Esports de Granollers, Granollers Zuschauer: 884 Schiedsrichter: Lončar, Lončar |
| 9. Dezember 2021 20:30 Uhr | Strafen: 2× 1×       | Spielbericht \| Spielstatistik | Strafen: 4×                      | Palau d’Esports de Granollers, Granollers Zuschauer: 884 Schiedsrichter: Lončar, Lončar |

| 11. Dezember 2021 15:30 Uhr | Montenegro                           | 25:31                          | Russische Handballföd.                       | Palau d’Esports de Granollers, Granollers Zuschauer: 843 Schiedsrichter: Erdoğan, Özdeniz |
| 11. Dezember 2021 15:30 Uhr | meiste Tore: Radičević, Brnović je 7 | (10:18)                        | meiste Tore: Fomina, Skorobogattschenko je 6 | Palau d’Esports de Granollers, Granollers Zuschauer: 843 Schiedsrichter: Erdoğan, Özdeniz |
| 11. Dezember 2021 15:30 Uhr | Strafen: 2× 5×                       | Spielbericht \| Spielstatistik | Strafen: 2× 5×                               | Palau d’Esports de Granollers, Granollers Zuschauer: 843 Schiedsrichter: Erdoğan, Özdeniz |

| 11. Dezember 2021 18:00 Uhr | Serbien                  | 19:22                          | Frankreich           | Palau d’Esports de Granollers, Granollers Zuschauer: 975 Schiedsrichter: Javier Álvarez Mata, Yon Bustamante López |
| 11. Dezember 2021 18:00 Uhr | meiste Tore: Radojević 5 | (12:09)                        | meiste Tore: Zaadi 6 | Palau d’Esports de Granollers, Granollers Zuschauer: 975 Schiedsrichter: Javier Álvarez Mata, Yon Bustamante López |
| 11. Dezember 2021 18:00 Uhr | Strafen: 2×              | Spielbericht \| Spielstatistik | Strafen: 1× 5×       | Palau d’Esports de Granollers, Granollers Zuschauer: 975 Schiedsrichter: Javier Álvarez Mata, Yon Bustamante López |

| 11. Dezember 2021 20:30 Uhr | Slowenien           | 26:27                          | Polen                | Palau d’Esports de Granollers, Granollers Zuschauer: 902 Schiedsrichter: Covalciuc, Covalciuc |
| 11. Dezember 2021 20:30 Uhr | meiste Tore: Gros 8 | (13:12)                        | meiste Tore: Nocuń 6 | Palau d’Esports de Granollers, Granollers Zuschauer: 902 Schiedsrichter: Covalciuc, Covalciuc |
| 11. Dezember 2021 20:30 Uhr | Strafen: 4×         | Spielbericht \| Spielstatistik | Strafen: 1×          | Palau d’Esports de Granollers, Granollers Zuschauer: 902 Schiedsrichter: Covalciuc, Covalciuc |

| 13. Dezember 2021 15:30 Uhr | Polen                 | 33:28                          | Montenegro             | Palau d’Esports de Granollers, Granollers Zuschauer: 320 Schiedsrichter: Paolantoni, García |
| 13. Dezember 2021 15:30 Uhr | meiste Tore: Rosiak 7 | (16:09)                        | meiste Tore: Brnović 6 | Palau d’Esports de Granollers, Granollers Zuschauer: 320 Schiedsrichter: Paolantoni, García |
| 13. Dezember 2021 15:30 Uhr | Strafen: 1× 3×        | Spielbericht \| Spielstatistik | Strafen: 2×            | Palau d’Esports de Granollers, Granollers Zuschauer: 320 Schiedsrichter: Paolantoni, García |

| 13. Dezember 2021 18:00 Uhr | Serbien                    | 31:25                          | Slowenien              | Palau d’Esports de Granollers, Granollers Zuschauer: 1.180 Schiedsrichter: Merz, Kuttler |
| 13. Dezember 2021 18:00 Uhr | meiste Tore: Stoiljković 7 | (19:14)                        | meiste Tore: Varagić 5 | Palau d’Esports de Granollers, Granollers Zuschauer: 1.180 Schiedsrichter: Merz, Kuttler |
| 13. Dezember 2021 18:00 Uhr | Strafen: 2× 3×             | Spielbericht \| Spielstatistik | Strafen: 5×            | Palau d’Esports de Granollers, Granollers Zuschauer: 1.180 Schiedsrichter: Merz, Kuttler |

| 13. Dezember 2021 20:30 Uhr | Russische Handballföd.    | 28:33                          | Frankreich                      | Palau d’Esports de Granollers, Granollers Zuschauer: 2.620 Schiedsrichter: Javier Álvarez Mata, Yon Bustamante López |
| 13. Dezember 2021 20:30 Uhr | meiste Tore: Manaharowa 5 | (12:17)                        | meiste Tore: Pineau, Foppa je 5 | Palau d’Esports de Granollers, Granollers Zuschauer: 2.620 Schiedsrichter: Javier Álvarez Mata, Yon Bustamante López |
| 13. Dezember 2021 20:30 Uhr | Strafen: 2×               | Spielbericht \| Spielstatistik | Strafen: 1× 3×                  | Palau d’Esports de Granollers, Granollers Zuschauer: 2.620 Schiedsrichter: Javier Álvarez Mata, Yon Bustamante López |

#### Gruppe II
Die Spiele wurden in Castellón de la Plana ausgetragen.
| Pl. | Land        | Sp. | S | U | N | Tore      | Diff. | Punkte |
| --- | ----------- | --- | - | - | - | --------- | ----- | ------ |
| 1.  | Norwegen    | 5   | 4 | 1 | 0 | 0189:1110 | +78   | 9      |
| 2.  | Schweden    | 5   | 3 | 2 | 0 | 0198:1210 | +77   | 8      |
| 3.  | Niederlande | 5   | 3 | 1 | 1 | 0212:1280 | +84   | 7      |
| 4.  | Rumänien    | 5   | 2 | 0 | 3 | 0163:1350 | +28   | 4      |
| 5.  | Puerto Rico | 5   | 1 | 0 | 4 | 082:2160  | −134  | 2      |
| 6.  | Kasachstan  | 5   | 0 | 0 | 5 | 097:2300  | −133  | 0      |

| 9. Dezember 2021 15:30 Uhr | Niederlande                 | 31:30                          | Rumänien                        | Polideportivo Ciutat de Castelló, Castellón de la Plana Zuschauer: 450 Schiedsrichter: Alpaidse, Bereskina |
| 9. Dezember 2021 15:30 Uhr | meiste Tore: van Wetering 6 | (17:14)                        | meiste Tore: Laslo, Pintea je 6 | Polideportivo Ciutat de Castelló, Castellón de la Plana Zuschauer: 450 Schiedsrichter: Alpaidse, Bereskina |
| 9. Dezember 2021 15:30 Uhr | Strafen: 2×                 | Spielbericht \| Spielstatistik | Strafen: 2× 3×                  | Polideportivo Ciutat de Castelló, Castellón de la Plana Zuschauer: 450 Schiedsrichter: Alpaidse, Bereskina |

| 9. Dezember 2021 18:00 Uhr | Norwegen                    | 43:7                           | Puerto Rico                         | Polideportivo Ciutat de Castelló, Castellón de la Plana Zuschauer: 350 Schiedsrichter: Erdoğan, Özdeniz |
| 9. Dezember 2021 18:00 Uhr | meiste Tore: Sa. Solberg 10 | (21:3)                         | meiste Tore: Drei Spielerinnen je 2 | Polideportivo Ciutat de Castelló, Castellón de la Plana Zuschauer: 350 Schiedsrichter: Erdoğan, Özdeniz |
| 9. Dezember 2021 18:00 Uhr | Strafen: 1×                 | Spielbericht \| Spielstatistik | Strafen: 1×                         | Polideportivo Ciutat de Castelló, Castellón de la Plana Zuschauer: 350 Schiedsrichter: Erdoğan, Özdeniz |

| 9. Dezember 2021 20:30 Uhr | Kasachstan                 | 20:55                          | Schweden               | Polideportivo Ciutat de Castelló, Castellón de la Plana Zuschauer: 290 Schiedsrichter: Koo, Lee |
| 9. Dezember 2021 20:30 Uhr | meiste Tore: Alexandrowa 7 | (10:21)                        | meiste Tore: Hagman 19 | Polideportivo Ciutat de Castelló, Castellón de la Plana Zuschauer: 290 Schiedsrichter: Koo, Lee |
| 9. Dezember 2021 20:30 Uhr | Strafen: 2×                | Spielbericht \| Spielstatistik | Strafen: 1×            | Polideportivo Ciutat de Castelló, Castellón de la Plana Zuschauer: 290 Schiedsrichter: Koo, Lee |

| 11. Dezember 2021 15:30 Uhr | Rumänien                  | 43:20                          | Puerto Rico                         | Polideportivo Ciutat de Castelló, Castellón de la Plana Zuschauer: 650 Schiedsrichter: Mitrović, Vešović |
| 11. Dezember 2021 15:30 Uhr | meiste Tore: Dindiligan 7 | (20:09)                        | meiste Tore: Ceballos, Fuentes je 4 | Polideportivo Ciutat de Castelló, Castellón de la Plana Zuschauer: 650 Schiedsrichter: Mitrović, Vešović |
| 11. Dezember 2021 15:30 Uhr | Strafen: 2×               | Spielbericht \| Spielstatistik | Strafen: 3×                         | Polideportivo Ciutat de Castelló, Castellón de la Plana Zuschauer: 650 Schiedsrichter: Mitrović, Vešović |

| 11. Dezember 2021 18:00 Uhr | Kasachstan                 | 15:61                          | Niederlande                  | Polideportivo Ciutat de Castelló, Castellón de la Plana Zuschauer: 950 Schiedsrichter: Koo, Lee |
| 11. Dezember 2021 18:00 Uhr | meiste Tore: Alexandrowa 5 | (09:27)                        | meiste Tore: van Wetering 18 | Polideportivo Ciutat de Castelló, Castellón de la Plana Zuschauer: 950 Schiedsrichter: Koo, Lee |
| 11. Dezember 2021 18:00 Uhr | Strafen: 3× 1×             | Spielbericht \| Spielstatistik | Strafen: 1×                  | Polideportivo Ciutat de Castelló, Castellón de la Plana Zuschauer: 950 Schiedsrichter: Koo, Lee |

| 11. Dezember 2021 20:30 Uhr | Schweden              | 30:30                          | Norwegen                   | Polideportivo Ciutat de Castelló, Castellón de la Plana Zuschauer: 2.100 Schiedsrichter: Merz, Kuttler |
| 11. Dezember 2021 20:30 Uhr | meiste Tore: Hagman 9 | (12:14)                        | meiste Tore: Kristiansen 7 | Polideportivo Ciutat de Castelló, Castellón de la Plana Zuschauer: 2.100 Schiedsrichter: Merz, Kuttler |
| 11. Dezember 2021 20:30 Uhr | Strafen: 1× 4×        | Spielbericht \| Spielstatistik | Strafen: 2×                | Polideportivo Ciutat de Castelló, Castellón de la Plana Zuschauer: 2.100 Schiedsrichter: Merz, Kuttler |

| 13. Dezember 2021 15:30 Uhr | Puerto Rico              | 30:27                          | Kasachstan                 | Polideportivo Ciutat de Castelló, Castellón de la Plana Zuschauer: 250 Schiedsrichter: Koo, Lee |
| 13. Dezember 2021 15:30 Uhr | meiste Tore: Ceballos 13 | (13:11)                        | meiste Tore: Alexandrowa 8 | Polideportivo Ciutat de Castelló, Castellón de la Plana Zuschauer: 250 Schiedsrichter: Koo, Lee |
| 13. Dezember 2021 15:30 Uhr | Strafen: 3×              | Spielbericht \| Spielstatistik | Strafen: 3×                | Polideportivo Ciutat de Castelló, Castellón de la Plana Zuschauer: 250 Schiedsrichter: Koo, Lee |

| 13. Dezember 2021 18:00 Uhr | Schweden             | 34:30                          | Rumänien             | Polideportivo Ciutat de Castelló, Castellón de la Plana Zuschauer: 1.600 Schiedsrichter: Mitrović, Vešović |
| 13. Dezember 2021 18:00 Uhr | meiste Tore: Blohm 7 | (19:14)                        | meiste Tore: Laslo 7 | Polideportivo Ciutat de Castelló, Castellón de la Plana Zuschauer: 1.600 Schiedsrichter: Mitrović, Vešović |
| 13. Dezember 2021 18:00 Uhr | Strafen: 2× 1×       | Spielbericht \| Spielstatistik | Strafen: 2× 4×       | Polideportivo Ciutat de Castelló, Castellón de la Plana Zuschauer: 1.600 Schiedsrichter: Mitrović, Vešović |

| 13. Dezember 2021 20:30 Uhr | Niederlande             | 34:37                          | Norwegen               | Polideportivo Ciutat de Castelló, Castellón de la Plana Zuschauer: 2.500 Schiedsrichter: Konjičanin, Konjičanin |
| 13. Dezember 2021 20:30 Uhr | meiste Tore: Housheer 9 | (17:17)                        | meiste Tore: Reistad 9 | Polideportivo Ciutat de Castelló, Castellón de la Plana Zuschauer: 2.500 Schiedsrichter: Konjičanin, Konjičanin |
| 13. Dezember 2021 20:30 Uhr | Strafen: 4×             | Spielbericht \| Spielstatistik | Strafen: 3× 2×         | Polideportivo Ciutat de Castelló, Castellón de la Plana Zuschauer: 2.500 Schiedsrichter: Konjičanin, Konjičanin |

#### Gruppe III
Die Spiele wurden in Granollers ausgetragen.
| Pl. | Land           | Sp. | S | U | N | Tore      | Diff. | Punkte |
| --- | -------------- | --- | - | - | - | --------- | ----- | ------ |
| 1.  | Dänemark       | 5   | 5 | 0 | 0 | 0159:900  | +69   | 10     |
| 2.  | Deutschland    | 5   | 4 | 0 | 1 | 0138:1230 | +15   | 8      |
| 3.  | Ungarn         | 5   | 3 | 0 | 2 | 0140:1340 | +6    | 6      |
| 4.  | Südkorea       | 5   | 2 | 0 | 3 | 0148:1560 | −8    | 4      |
| 5.  | Tschechien     | 5   | 1 | 0 | 4 | 0114:1450 | −31   | 2      |
| 6.  | Republik Kongo | 5   | 0 | 0 | 5 | 0102:1530 | −51   | 0      |

| 8. Dezember 2021 15:30 Uhr | Tschechien               | 26:32                          | Südkorea                  | Palau d’Esports de Granollers, Granollers Zuschauer: 542 Schiedsrichter: Covalciuc, Covalciuc |
| 8. Dezember 2021 15:30 Uhr | meiste Tore: Cholevová 6 | (13:20)                        | meiste Tore: Kim Jin-yi 8 | Palau d’Esports de Granollers, Granollers Zuschauer: 542 Schiedsrichter: Covalciuc, Covalciuc |
| 8. Dezember 2021 15:30 Uhr | Strafen: 2×              | Spielbericht \| Spielstatistik | Strafen: 1× 2×            | Palau d’Esports de Granollers, Granollers Zuschauer: 542 Schiedsrichter: Covalciuc, Covalciuc |

| 8. Dezember 2021 18:00 Uhr | Deutschland                  | 29:18                          | Kongo                     | Palau d’Esports de Granollers, Granollers Zuschauer: 1.558 Schiedsrichter: Belkhiri, Hamidi |
| 8. Dezember 2021 18:00 Uhr | meiste Tore: Stockschläder 6 | (15:07)                        | meiste Tore: Diagouraga 7 | Palau d’Esports de Granollers, Granollers Zuschauer: 1.558 Schiedsrichter: Belkhiri, Hamidi |
| 8. Dezember 2021 18:00 Uhr | Strafen: 1× 5×               | Spielbericht \| Spielstatistik | Strafen: 1× 3×            | Palau d’Esports de Granollers, Granollers Zuschauer: 1.558 Schiedsrichter: Belkhiri, Hamidi |

| 8. Dezember 2021 20:30 Uhr | Dänemark                 | 30:19                          | Ungarn                | Palau d’Esports de Granollers, Granollers Zuschauer: 1.921 Schiedsrichter: Lončar, Lončar |
| 8. Dezember 2021 20:30 Uhr | meiste Tore: Jørgensen 6 | (15:11)                        | meiste Tore: Kácsor 4 | Palau d’Esports de Granollers, Granollers Zuschauer: 1.921 Schiedsrichter: Lončar, Lončar |
| 8. Dezember 2021 20:30 Uhr | Strafen: 3×              | Spielbericht \| Spielstatistik | Strafen: 2× 3×        | Palau d’Esports de Granollers, Granollers Zuschauer: 1.921 Schiedsrichter: Lončar, Lončar |

| 10. Dezember 2021 15:30 Uhr | Südkorea                    | 28:37                          | Deutschland                       | Palau d’Esports de Granollers, Granollers Zuschauer: 438 Schiedsrichter: Paolantoni, García |
| 10. Dezember 2021 15:30 Uhr | meiste Tore: Lee Mi-kyung 6 | (16:19)                        | meiste Tore: Grijseels, Bölk je 8 | Palau d’Esports de Granollers, Granollers Zuschauer: 438 Schiedsrichter: Paolantoni, García |
| 10. Dezember 2021 15:30 Uhr | Strafen: 4×                 | Spielbericht \| Spielstatistik | Strafen: 1× 6×                    | Palau d’Esports de Granollers, Granollers Zuschauer: 438 Schiedsrichter: Paolantoni, García |

| 10. Dezember 2021 18:00 Uhr | Ungarn                 | 30:22                          | Kongo                   | Palau d’Esports de Granollers, Granollers Zuschauer: 583 Schiedsrichter: Covalciuc, Covalciuc |
| 10. Dezember 2021 18:00 Uhr | meiste Tore: Planéta 8 | (16:08)                        | meiste Tore: Ngombele 7 | Palau d’Esports de Granollers, Granollers Zuschauer: 583 Schiedsrichter: Covalciuc, Covalciuc |
| 10. Dezember 2021 18:00 Uhr | Strafen: 3×            | Spielbericht \| Spielstatistik | Strafen: 2× 4×          | Palau d’Esports de Granollers, Granollers Zuschauer: 583 Schiedsrichter: Covalciuc, Covalciuc |

| 10. Dezember 2021 20:30 Uhr | Tschechien              | 14:29                          | Dänemark             | Palau d’Esports de Granollers, Granollers Zuschauer: 1.019 Schiedsrichter: Belkhiri, Hamidi |
| 10. Dezember 2021 20:30 Uhr | meiste Tore: Kovářová 4 | (09:12)                        | meiste Tore: Friis 4 | Palau d’Esports de Granollers, Granollers Zuschauer: 1.019 Schiedsrichter: Belkhiri, Hamidi |
| 10. Dezember 2021 20:30 Uhr | Strafen: 1× 4×          | Spielbericht \| Spielstatistik | Strafen: 4×          | Palau d’Esports de Granollers, Granollers Zuschauer: 1.019 Schiedsrichter: Belkhiri, Hamidi |

| 12. Dezember 2021 15:30 Uhr | Kongo                           | 21:24                          | Tschechien             | Palau d’Esports de Granollers, Granollers Zuschauer: 620 Schiedsrichter: Lončar, Lončar |
| 12. Dezember 2021 15:30 Uhr | meiste Tore: Divoko, Yimga je 4 | (11:11)                        | meiste Tore: Zachová 6 | Palau d’Esports de Granollers, Granollers Zuschauer: 620 Schiedsrichter: Lončar, Lončar |
| 12. Dezember 2021 15:30 Uhr | Strafen: 1× 2×                  | Spielbericht \| Spielstatistik | Strafen: 1× 5×         | Palau d’Esports de Granollers, Granollers Zuschauer: 620 Schiedsrichter: Lončar, Lončar |

| 12. Dezember 2021 18:00 Uhr | Südkorea                     | 28:35                          | Ungarn               | Palau d’Esports de Granollers, Granollers Zuschauer: 1.019 Schiedsrichter: Covalciuc, Covalciuc |
| 12. Dezember 2021 18:00 Uhr | meiste Tore: Lee Mi-gyeong 6 | (15:18)                        | meiste Tore: Háfra 8 | Palau d’Esports de Granollers, Granollers Zuschauer: 1.019 Schiedsrichter: Covalciuc, Covalciuc |
| 12. Dezember 2021 18:00 Uhr | Strafen: 4×                  | Spielbericht \| Spielstatistik | Strafen: 3×          | Palau d’Esports de Granollers, Granollers Zuschauer: 1.019 Schiedsrichter: Covalciuc, Covalciuc |

| 12. Dezember 2021 20:30 Uhr | Dänemark                            | 32:16                          | Deutschland              | Palau d’Esports de Granollers, Granollers Zuschauer: 1.735 Schiedsrichter: Paolantoni, García |
| 12. Dezember 2021 20:30 Uhr | meiste Tore: Drei Spielerinnen je 5 | (13:08)                        | meiste Tore: Grijseels 5 | Palau d’Esports de Granollers, Granollers Zuschauer: 1.735 Schiedsrichter: Paolantoni, García |
| 12. Dezember 2021 20:30 Uhr | Strafen: 1× 2×                      | Spielbericht \| Spielstatistik | Strafen: 2× 3× 1×        | Palau d’Esports de Granollers, Granollers Zuschauer: 1.735 Schiedsrichter: Paolantoni, García |

#### Gruppe IV
Die Spiele wurden in Torrevieja ausgetragen.
| Pl. | Verein      | Sp. | S | U | N | Tore      | Diff. | Punkte |
| --- | ----------- | --- | - | - | - | --------- | ----- | ------ |
| 1.  | Spanien     | 5   | 5 | 0 | 0 | 0142:1050 | +37   | 10     |
| 2.  | Brasilien   | 5   | 4 | 0 | 1 | 0145:1270 | +18   | 8      |
| 3.  | Japan       | 5   | 3 | 0 | 2 | 0142:1400 | +2    | 6      |
| 4.  | Österreich  | 5   | 1 | 0 | 4 | 0136:1550 | −19   | 2      |
| 5.  | Kroatien    | 5   | 1 | 0 | 4 | 0125:1340 | −9    | 2      |
| 6.  | Argentinien | 5   | 1 | 0 | 4 | 0112:1410 | −29   | 2      |

Da Österreich, Kroatien und Argentinien punktgleich sind und auch im direkten Vergleich dieselbe Punktzahl haben, wird folgendermaßen die Plätze ermittelt: Tordifferenz im direkten Vergleich: Österreich und Kroatien +2, Argentinien −4. Da Österreich und Kroatien eine gleiche Tordifferenz haben, entscheiden nun die erzielten Tore im direkten Vergleich: Österreich 56 Tore, Kroatien 51 Tore.
| 8. Dezember 2021 15:30 Uhr | Kroatien                  | 28:22                          | Argentinien                     | Palacio de los Deportes de Torrevieja, Torrevieja Zuschauer: 390 Schiedsrichter: Christiansen, Hansen |
| 8. Dezember 2021 15:30 Uhr | meiste Tore: S. Posavec 8 | (12:14)                        | meiste Tore: Mendoza, Cavo je 5 | Palacio de los Deportes de Torrevieja, Torrevieja Zuschauer: 390 Schiedsrichter: Christiansen, Hansen |
| 8. Dezember 2021 15:30 Uhr | Strafen: 2× 6×            | Spielbericht \| Spielstatistik | Strafen: 2×                     | Palacio de los Deportes de Torrevieja, Torrevieja Zuschauer: 390 Schiedsrichter: Christiansen, Hansen |

| 8. Dezember 2021 18:00 Uhr | Brasilien             | 38:31                          | Österreich                           | Palacio de los Deportes de Torrevieja, Torrevieja Zuschauer: 606 Schiedsrichter: Gasmi, Gasmi |
| 8. Dezember 2021 18:00 Uhr | meiste Tore: Araújo 6 | (15:15)                        | meiste Tore: Kovacs, I. Ivančok je 8 | Palacio de los Deportes de Torrevieja, Torrevieja Zuschauer: 606 Schiedsrichter: Gasmi, Gasmi |
| 8. Dezember 2021 18:00 Uhr | Strafen: 1× 3×        | Spielbericht \| Spielstatistik | Strafen: 2× 5×                       | Palacio de los Deportes de Torrevieja, Torrevieja Zuschauer: 606 Schiedsrichter: Gasmi, Gasmi |

| 8. Dezember 2021 20:30 Uhr | Spanien                               | 28:26                          | Japan                               | Palacio de los Deportes de Torrevieja, Torrevieja Zuschauer: 2.000 Schiedsrichter: Krichen, Makhlouf |
| 8. Dezember 2021 20:30 Uhr | meiste Tore: Etxeberria, Barbosa je 5 | (15:15)                        | meiste Tore: Aizawa, Matsumoto je 7 | Palacio de los Deportes de Torrevieja, Torrevieja Zuschauer: 2.000 Schiedsrichter: Krichen, Makhlouf |
| 8. Dezember 2021 20:30 Uhr | Strafen: 1× 2×                        | Spielbericht \| Spielstatistik | Strafen: 3×                         | Palacio de los Deportes de Torrevieja, Torrevieja Zuschauer: 2.000 Schiedsrichter: Krichen, Makhlouf |

| 10. Dezember 2021 15:30 Uhr | Argentinien            | 19:24                          | Brasilien              | Palacio de los Deportes de Torrevieja, Torrevieja Zuschauer: 200 Schiedsrichter: Konjičanin, Konjičanin |
| 10. Dezember 2021 15:30 Uhr | meiste Tore: Karsten 5 | (10:13)                        | meiste Tore: Matieli 9 | Palacio de los Deportes de Torrevieja, Torrevieja Zuschauer: 200 Schiedsrichter: Konjičanin, Konjičanin |
| 10. Dezember 2021 15:30 Uhr | Strafen: 2×            | Spielbericht \| Spielstatistik | Strafen: 1× 3× 1×      | Palacio de los Deportes de Torrevieja, Torrevieja Zuschauer: 200 Schiedsrichter: Konjičanin, Konjičanin |

| 10. Dezember 2021 18:00 Uhr | Japan                | 32:30                          | Österreich                | Palacio de los Deportes de Torrevieja, Torrevieja Zuschauer: 450 Schiedsrichter: Jovandić, Sekulić |
| 10. Dezember 2021 18:00 Uhr | meiste Tore: Kondo 6 | (15:19)                        | meiste Tore: I. Ivančok 8 | Palacio de los Deportes de Torrevieja, Torrevieja Zuschauer: 450 Schiedsrichter: Jovandić, Sekulić |
| 10. Dezember 2021 18:00 Uhr | Strafen: 1× 2× 1×    | Spielbericht \| Spielstatistik | Strafen: 2×               | Palacio de los Deportes de Torrevieja, Torrevieja Zuschauer: 450 Schiedsrichter: Jovandić, Sekulić |

| 10. Dezember 2021 20:30 Uhr | Kroatien                | 23:27                          | Spanien                       | Palacio de los Deportes de Torrevieja, Torrevieja Zuschauer: 2.200 Schiedsrichter: Gasmi, Gasmi |
| 10. Dezember 2021 20:30 Uhr | meiste Tore: Blažević 7 | (09:12)                        | meiste Tore: Cabral Barbosa 6 | Palacio de los Deportes de Torrevieja, Torrevieja Zuschauer: 2.200 Schiedsrichter: Gasmi, Gasmi |
| 10. Dezember 2021 20:30 Uhr | Strafen: 2× 7×          | Spielbericht \| Spielstatistik | Strafen: 3×                   | Palacio de los Deportes de Torrevieja, Torrevieja Zuschauer: 2.200 Schiedsrichter: Gasmi, Gasmi |

| 12. Dezember 2021 15:30 Uhr | Argentinien             | 27:31                          | Japan                               | Palacio de los Deportes de Torrevieja, Torrevieja Zuschauer: 500 Schiedsrichter: Christiansen, Hansen |
| 12. Dezember 2021 15:30 Uhr | meiste Tore: Karsten 13 | (14:15)                        | meiste Tore: Drei Spielerinnen je 7 | Palacio de los Deportes de Torrevieja, Torrevieja Zuschauer: 500 Schiedsrichter: Christiansen, Hansen |
| 12. Dezember 2021 15:30 Uhr | Strafen: 1× 3×          | Spielbericht \| Spielstatistik | Strafen: 4×                         | Palacio de los Deportes de Torrevieja, Torrevieja Zuschauer: 500 Schiedsrichter: Christiansen, Hansen |

| 12. Dezember 2021 18:00 Uhr | Österreich            | 27:23                          | Kroatien              | Palacio de los Deportes de Torrevieja, Torrevieja Zuschauer: 850 Schiedsrichter: Krichen, Makhlouf |
| 12. Dezember 2021 18:00 Uhr | meiste Tore: Kovacs 7 | (15:10)                        | meiste Tore: Kalaus 6 | Palacio de los Deportes de Torrevieja, Torrevieja Zuschauer: 850 Schiedsrichter: Krichen, Makhlouf |
| 12. Dezember 2021 18:00 Uhr | Strafen: 2× 5× 1×     | Spielbericht \| Spielstatistik | Strafen: 3×           | Palacio de los Deportes de Torrevieja, Torrevieja Zuschauer: 850 Schiedsrichter: Krichen, Makhlouf |

| 12. Dezember 2021 20:30 Uhr | Spanien                | 27:24                          | Brasilien               | Palacio de los Deportes de Torrevieja, Torrevieja Zuschauer: 3.000 Schiedsrichter: Sekulić, Jovandić |
| 12. Dezember 2021 20:30 Uhr | meiste Tore: Barbosa 7 | (12:10)                        | meiste Tore: Quintino 6 | Palacio de los Deportes de Torrevieja, Torrevieja Zuschauer: 3.000 Schiedsrichter: Sekulić, Jovandić |
| 12. Dezember 2021 20:30 Uhr | Strafen: 3×            | Spielbericht \| Spielstatistik | Strafen: 3×             | Palacio de los Deportes de Torrevieja, Torrevieja Zuschauer: 3.000 Schiedsrichter: Sekulić, Jovandić |

#### Platzierungen 9 bis 24
Um die Plätze 9 bis 24 wurden keine Spiele ausgetragen; für diese Teams war das Turnier nach der Hauptrunde beendet. Es wurden die drittplatzierten Mannschaften der vier Hauptrundengruppen auf die Plätze 9 bis 12, die viertplatzierten Teams auf die Plätze 13 bis 16, die fünftplatzierten Mannschaften auf die Plätze 17 bis 20 und die sechstplatzierten Teams auf die Plätze 21 bis 24 gesetzt.

### President’s Cup
Beim President’s Cup spielten die viertplatzierten Mannschaften der Vorrundengruppen A bis H um die Plätze 25 bis 32. Die Spiele fanden vom 8. Dezember bis zum 15. Dezember 2021 in Llíria statt. Dabei lief der President’s Cup in zwei Phasen ab.

#### Platzierungsrunde
Die erste Phase war die Platzierungsrunde. In dieser Runde wurde ermittelt, welche Mannschaft um welchen Platz in den Platzierungsspielen spielt. Dazu wurden zwei Gruppen aus jeweils vier Mannschaften gebildet, die gegeneinander spielten. Auch hier gab es zwei Punkte pro Sieg und einen Punkt bei einem Unentschieden.
Bei Punktgleichheit von zwei oder mehr Mannschaften entschieden nach Abschluss der Platzierungsrunde folgende Kriterien über die Platzierung: Die höhere Anzahl Punkte in den Direktbegegnungen der punktgleichen Teams; die bessere Tordifferenz in den Direktbegegnungen der punktgleichen Teams; die höhere Anzahl Tore in den Direktbegegnungen der punktgleichen Teams; die bessere Tordifferenz oder zuletzt das Los.

#### Gruppe I
| Pl. | Verein     | Sp. | S | U | N | Tore     | Diff. | Punkte |
| --- | ---------- | --- | - | - | - | -------- | ----- | ------ |
| 1.  | Angola     | 3   | 3 | 0 | 0 | 0128:430 | +85   | 6      |
| 2.  | Kamerun    | 3   | 2 | 0 | 1 | 098:750  | +23   | 4      |
| 3.  | Usbekistan | 3   | 1 | 0 | 2 | 071:1260 | −55   | 2      |
| 4.  | Iran       | 3   | 0 | 0 | 3 | 057:1100 | −53   | 0      |

| 9. Dezember 2021 15:00 Uhr | Angola                 | 35:24                          | Kamerun             | Poliesportiu Pla de L'Arc, Llíria Zuschauer: 220 Schiedsrichter: Năstase, Stancu |
| 9. Dezember 2021 15:00 Uhr | meiste Tore: Kassoma 6 | (16:14)                        | meiste Tore: Ekoh 7 | Poliesportiu Pla de L'Arc, Llíria Zuschauer: 220 Schiedsrichter: Năstase, Stancu |
| 9. Dezember 2021 15:00 Uhr | Strafen: 2× 6× 1×      | Spielbericht \| Spielstatistik | Strafen: 1× 2×      | Poliesportiu Pla de L'Arc, Llíria Zuschauer: 220 Schiedsrichter: Năstase, Stancu |

| 9. Dezember 2021 17:30 Uhr | Iran                   | 32:37                          | Usbekistan                   | Poliesportiu Pla de L'Arc, Llíria Zuschauer: 415 Schiedsrichter: Elsaied, Elsaied |
| 9. Dezember 2021 17:30 Uhr | meiste Tore: Ghasemi 9 | (18:20)                        | meiste Tore: Chudoikulowa 11 | Poliesportiu Pla de L'Arc, Llíria Zuschauer: 415 Schiedsrichter: Elsaied, Elsaied |
| 9. Dezember 2021 17:30 Uhr | Strafen: 1× 3×         | Spielbericht \| Spielstatistik | Strafen: 1× 3×               | Poliesportiu Pla de L'Arc, Llíria Zuschauer: 415 Schiedsrichter: Elsaied, Elsaied |

| 11. Dezember 2021 15:00 Uhr | Angola                 | 41:8                           | Iran                   | Poliesportiu Pla de L'Arc, Llíria Zuschauer: 285 Schiedsrichter: Năstase, Stancu |
| 11. Dezember 2021 15:00 Uhr | meiste Tore: Kassoma 8 | (24:4)                         | meiste Tore: Kianara 4 | Poliesportiu Pla de L'Arc, Llíria Zuschauer: 285 Schiedsrichter: Năstase, Stancu |
| 11. Dezember 2021 15:00 Uhr | Strafen: 2× 3×         | Spielbericht \| Spielstatistik | Strafen: 1×            | Poliesportiu Pla de L'Arc, Llíria Zuschauer: 285 Schiedsrichter: Năstase, Stancu |

| 11. Dezember 2021 17:30 Uhr | Kamerun               | 42:23                          | Usbekistan                | Poliesportiu Pla de L'Arc, Llíria Zuschauer: 400 Schiedsrichter: Sá, Sá |
| 11. Dezember 2021 17:30 Uhr | meiste Tore: Ateba 14 | (19:06)                        | meiste Tore: Bachromowa 6 | Poliesportiu Pla de L'Arc, Llíria Zuschauer: 400 Schiedsrichter: Sá, Sá |
| 11. Dezember 2021 17:30 Uhr | Strafen: 1×           | Spielbericht \| Spielstatistik | Strafen: 3×               | Poliesportiu Pla de L'Arc, Llíria Zuschauer: 400 Schiedsrichter: Sá, Sá |

| 13. Dezember 2021 15:00 Uhr | Usbekistan               | 11:52                          | Angola                 | Poliesportiu Pla de L'Arc, Llíria Zuschauer: 50 Schiedsrichter: Sá, Sá |
| 13. Dezember 2021 15:00 Uhr | meiste Tore: Mirsajewa 3 | (05:30)                        | meiste Tore: Kassoma 8 | Poliesportiu Pla de L'Arc, Llíria Zuschauer: 50 Schiedsrichter: Sá, Sá |
| 13. Dezember 2021 15:00 Uhr | Strafen: 1×              | Spielbericht \| Spielstatistik | Strafen: 1× 2×         | Poliesportiu Pla de L'Arc, Llíria Zuschauer: 50 Schiedsrichter: Sá, Sá |

| 13. Dezember 2021 17:30 Uhr | Kamerun                      | 32:17                          | Iran                   | Poliesportiu Pla de L'Arc, Llíria Zuschauer: 120 Schiedsrichter: Erdoğan, Özdeniz |
| 13. Dezember 2021 17:30 Uhr | meiste Tore: Ebanga Baboga 7 | (14:09)                        | meiste Tore: Kianara 5 | Poliesportiu Pla de L'Arc, Llíria Zuschauer: 120 Schiedsrichter: Erdoğan, Özdeniz |
| 13. Dezember 2021 17:30 Uhr | Strafen: 1×                  | Spielbericht \| Spielstatistik | Strafen: 1×            | Poliesportiu Pla de L'Arc, Llíria Zuschauer: 120 Schiedsrichter: Erdoğan, Özdeniz |

#### Gruppe II
| Pl. | Verein              | Sp. | S | U | N | Tore    | Diff. | Punkte |
| --- | ------------------- | --- | - | - | - | ------- | ----- | ------ |
| 1.  | Slowakei            | 3   | 3 | 0 | 0 | 074:540 | +20   | 6      |
| 2.  | Tunesien            | 3   | 2 | 0 | 1 | 072:590 | +13   | 4      |
| 3.  | Paraguay            | 3   | 1 | 0 | 2 | 085:920 | −7    | 2      |
| 4.  | Volksrepublik China | 3   | 0 | 0 | 3 | 024:500 | −26   | 0      |

| 8. Dezember 2021 15:00 Uhr | Slowakei                | 31:27                          | Tunesien              | Poliesportiu Pla de L'Arc, Llíria Zuschauer: 320 Schiedsrichter: Erdoğan, Özdeniz |
| 8. Dezember 2021 15:00 Uhr | meiste Tore: Bíziková 9 | (17:14)                        | meiste Tore: Rezgui 5 | Poliesportiu Pla de L'Arc, Llíria Zuschauer: 320 Schiedsrichter: Erdoğan, Özdeniz |
| 8. Dezember 2021 15:00 Uhr | Strafen: 3×             | Spielbericht \| Spielstatistik | Strafen: 2×           | Poliesportiu Pla de L'Arc, Llíria Zuschauer: 320 Schiedsrichter: Erdoğan, Özdeniz |

| 8. Dezember 2021 17:30 Uhr | Paraguay               | 30:24                          | China              | Poliesportiu Pla de L'Arc, Llíria Zuschauer: 966 Schiedsrichter: Sá, Sá |
| 8. Dezember 2021 17:30 Uhr | meiste Tore: Mendoza 6 | (12:12)                        | meiste Tore: Jin 9 | Poliesportiu Pla de L'Arc, Llíria Zuschauer: 966 Schiedsrichter: Sá, Sá |
| 8. Dezember 2021 17:30 Uhr | Strafen: 1× 3×         | Spielbericht \| Spielstatistik | Strafen: 1× 7× 1×  | Poliesportiu Pla de L'Arc, Llíria Zuschauer: 966 Schiedsrichter: Sá, Sá |

| 10. Dezember 2021 15:00 Uhr | Slowakei             | 33:27                          | Paraguay                       | Poliesportiu Pla de L'Arc, Llíria Zuschauer: 120 Schiedsrichter: Elsaied, Elsaied |
| 10. Dezember 2021 15:00 Uhr | meiste Tore: Lancz 9 | (16:15)                        | meiste Tore: Acuña, Fiore je 8 | Poliesportiu Pla de L'Arc, Llíria Zuschauer: 120 Schiedsrichter: Elsaied, Elsaied |
| 10. Dezember 2021 15:00 Uhr | Strafen: 3× 2×       | Spielbericht \| Spielstatistik | Strafen: 1× 4×                 | Poliesportiu Pla de L'Arc, Llíria Zuschauer: 120 Schiedsrichter: Elsaied, Elsaied |

| 10. Dezember 2021 17:30 Uhr | Tunesien | 10:0 1 | China | Poliesportiu Pla de L'Arc, Llíria |
| 10. Dezember 2021 17:30 Uhr |          |        |       | Poliesportiu Pla de L'Arc, Llíria |
| 10. Dezember 2021 17:30 Uhr |          |        |       | Poliesportiu Pla de L'Arc, Llíria |

| 12. Dezember 2021 15:00 Uhr | China | 0:10 1 | Slowakei | Poliesportiu Pla de L'Arc, Llíria |
| 12. Dezember 2021 15:00 Uhr |       |        |          | Poliesportiu Pla de L'Arc, Llíria |
| 12. Dezember 2021 15:00 Uhr |       |        |          | Poliesportiu Pla de L'Arc, Llíria |

| 12. Dezember 2021 17:30 Uhr | Tunesien               | 35:28                          | Paraguay                 | Poliesportiu Pla de L'Arc, Llíria Zuschauer: 823 Schiedsrichter: Năstase, Stancu |
| 12. Dezember 2021 17:30 Uhr | meiste Tore: Hachana 8 | (17:11)                        | meiste Tore: Fernández 8 | Poliesportiu Pla de L'Arc, Llíria Zuschauer: 823 Schiedsrichter: Năstase, Stancu |
| 12. Dezember 2021 17:30 Uhr | Strafen: 4×            | Spielbericht \| Spielstatistik | Strafen: 1× 3×           | Poliesportiu Pla de L'Arc, Llíria Zuschauer: 823 Schiedsrichter: Năstase, Stancu |

#### Platzierungsspiele (Plätze 25 bis 32)
Die zweite Phase waren die Platzierungsspiele, in ihr wurden die Plätze 25 bis 32 ermittelt. Dabei spielten jeweils die Erst-, Zweit-, Dritt- und Viertplatzierten der beiden Platzierungsrundengruppen gegeneinander.

##### Spiel um Platz 31
| 15. Dezember 2021 10:00 Uhr | Iran | 10:0 1 | China | Poliesportiu Pla de L'Arc, Llíria |
| 15. Dezember 2021 10:00 Uhr |      |        |       | Poliesportiu Pla de L'Arc, Llíria |
| 15. Dezember 2021 10:00 Uhr |      |        |       | Poliesportiu Pla de L'Arc, Llíria |

##### Spiel um Platz 29
| 15. Dezember 2021 12:30 Uhr | Usbekistan                    | 33:39                          | Paraguay              | Poliesportiu Pla de L'Arc, Llíria Zuschauer: 450 Schiedsrichter: Elsaied, Elsaied |
| 15. Dezember 2021 12:30 Uhr | meiste Tore: Abdumannonova 11 | (19:19)                        | meiste Tore: Fiore 10 | Poliesportiu Pla de L'Arc, Llíria Zuschauer: 450 Schiedsrichter: Elsaied, Elsaied |
| 15. Dezember 2021 12:30 Uhr | Strafen: 2×                   | Spielbericht \| Spielstatistik | Strafen: 2×           | Poliesportiu Pla de L'Arc, Llíria Zuschauer: 450 Schiedsrichter: Elsaied, Elsaied |

##### Spiel um Platz 27
| 15. Dezember 2021 15:00 Uhr | Kamerun                                | 29:35                          | Tunesien                | Poliesportiu Pla de L'Arc, Llíria Zuschauer: 500 Schiedsrichter: Erdoğan, Özdeniz |
| 15. Dezember 2021 15:00 Uhr | meiste Tore: Ebanga Baboga, Essam je 9 | (15:20)                        | meiste Tore: Hachana 10 | Poliesportiu Pla de L'Arc, Llíria Zuschauer: 500 Schiedsrichter: Erdoğan, Özdeniz |
| 15. Dezember 2021 15:00 Uhr | Strafen: 2× 1×                         | Spielbericht \| Spielstatistik | Strafen: 2× 3×          | Poliesportiu Pla de L'Arc, Llíria Zuschauer: 500 Schiedsrichter: Erdoğan, Özdeniz |

##### Spiel um Platz 25
| 15. Dezember 2021 17:30 Uhr | Angola                 | 23:21                          | Slowakei                | Poliesportiu Pla de L'Arc, Llíria Zuschauer: 340 Schiedsrichter: Koo, Lee |
| 15. Dezember 2021 17:30 Uhr | meiste Tore: Kassoma 6 | (11:09)                        | meiste Tore: Trúnková 3 | Poliesportiu Pla de L'Arc, Llíria Zuschauer: 340 Schiedsrichter: Koo, Lee |
| 15. Dezember 2021 17:30 Uhr | Strafen: 1× 5×         | Spielbericht \| Spielstatistik | Strafen: 4×             | Poliesportiu Pla de L'Arc, Llíria Zuschauer: 340 Schiedsrichter: Koo, Lee |

### Finalrunde
Ab der Finalrunde, die vom 14. bis 19. Dezember 2021 in Granollers stattfand, wurden die Spiele im K.-o.-System ausgetragen.
| Viertelfinale | Viertelfinale          | Viertelfinale |  |            | Halbfinale | Halbfinale | Halbfinale |                  |                  | Finale           | Finale | Finale |
|               |                        |               |  |            |            |            |            |                  |                  |                  |        |        |
|               | Frankreich             | 31            |  |            |            |            |            |                  |                  |                  |        |        |
|               | Schweden               | 26            |  |            |            |            |            |                  |                  |                  |        |        |
|               |                        |               |  | Frankreich | 23         |            |            |                  |                  |                  |        |        |
|               |                        |               |  |            | Dänemark   | 22         |            |                  |                  |                  |        |        |
|               | Dänemark               | 30            |  |            |            |            |            |                  |                  |                  |        |        |
|               | Brasilien              | 25            |  |            |            |            | Endspiel   | Endspiel         | Endspiel         |                  |        |        |
|               |                        |               |  | Frankreich | 22         |            |            |                  |                  |                  |        |        |
|               |                        |               |  |            | Norwegen   | 29         |            |                  |                  |                  |        |        |
|               | Norwegen               | 34            |  |            |            |            |            |                  |                  |                  |        |        |
|               | Russische Handballföd. | 28            |  |            |            |            |            |                  |                  |                  |        |        |
|               |                        |               |  | Norwegen   | 27         |            |            |                  |                  |                  |        |        |
|               |                        |               |  |            | Spanien    | 21         |            | Spiel um Platz 3 | Spiel um Platz 3 | Spiel um Platz 3 |        |        |
|               | Spanien                | 26            |  |            |            |            | Dänemark   | 35               |                  |                  |        |        |
|               | Deutschland            | 21            |  |            |            |            |            | Spanien          | 28               |                  |        |        |
|               |                        |               |  |            |            |            |            |                  |                  |                  |        |        |

#### Viertelfinale
| 14. Dezember 2021 17:30 Uhr | Dänemark              | 30:25                          | Brasilien               | Palau d’Esports de Granollers, Granollers Zuschauer: 1.220 Schiedsrichter: Sekulić, Jovandić |
| 14. Dezember 2021 17:30 Uhr | meiste Tore: Nolsøe 6 | (14:13)                        | meiste Tore: Cardoso 10 | Palau d’Esports de Granollers, Granollers Zuschauer: 1.220 Schiedsrichter: Sekulić, Jovandić |
| 14. Dezember 2021 17:30 Uhr | Strafen: 5× 1×        | Spielbericht \| Spielstatistik | Strafen: 1× 4×          | Palau d’Esports de Granollers, Granollers Zuschauer: 1.220 Schiedsrichter: Sekulić, Jovandić |

| 14. Dezember 2021 20:30 Uhr | Spanien               | 26:21                          | Deutschland            | Palau d’Esports de Granollers, Granollers Zuschauer: 2.565 Schiedsrichter: Christiansen, Hansen |
| 14. Dezember 2021 20:30 Uhr | meiste Tore: Campos 7 | (14:10)                        | meiste Tore: Maidhof 6 | Palau d’Esports de Granollers, Granollers Zuschauer: 2.565 Schiedsrichter: Christiansen, Hansen |
| 14. Dezember 2021 20:30 Uhr | Strafen: 2× 1×        | Spielbericht \| Spielstatistik | Strafen: 1× 3×         | Palau d’Esports de Granollers, Granollers Zuschauer: 2.565 Schiedsrichter: Christiansen, Hansen |

| 15. Dezember 2021 17:30 Uhr | Norwegen            | 34:28                          | Russische Handballföderation               | Palau d’Esports de Granollers, Granollers Zuschauer: 870 Schiedsrichter: Merz, Kuttler |
| 15. Dezember 2021 17:30 Uhr | meiste Tore: Mørk 9 | (19:15)                        | meiste Tore: Markowa, Skorobogattschenko 4 | Palau d’Esports de Granollers, Granollers Zuschauer: 870 Schiedsrichter: Merz, Kuttler |
| 15. Dezember 2021 17:30 Uhr | Strafen: 1× 2×      | Spielbericht \| Spielstatistik | Strafen: 1× 3×                             | Palau d’Esports de Granollers, Granollers Zuschauer: 870 Schiedsrichter: Merz, Kuttler |

| 15. Dezember 2021 20:30 Uhr | Frankreich                          | 31:26                          | Schweden              | Palau d’Esports de Granollers, Granollers Zuschauer: 1.226 Schiedsrichter: Alpaidse, Bereskina |
| 15. Dezember 2021 20:30 Uhr | meiste Tore: Drei Spielerinnen je 4 | (15:15)                        | meiste Tore: Hagman 9 | Palau d’Esports de Granollers, Granollers Zuschauer: 1.226 Schiedsrichter: Alpaidse, Bereskina |
| 15. Dezember 2021 20:30 Uhr | Strafen: 3×                         | Spielbericht \| Spielstatistik | Strafen: 2×           | Palau d’Esports de Granollers, Granollers Zuschauer: 1.226 Schiedsrichter: Alpaidse, Bereskina |

#### Halbfinale
| 17. Dezember 2021 17:30 Uhr | Frankreich           | 23:22                          | Dänemark                | Palau d’Esports de Granollers, Granollers Zuschauer: 3.150 Schiedsrichter: Javier Álvarez Mata, Yon Bustamante López |
| 17. Dezember 2021 17:30 Uhr | meiste Tore: Foppa 4 | (10:12)                        | meiste Tore: Haugsted 5 | Palau d’Esports de Granollers, Granollers Zuschauer: 3.150 Schiedsrichter: Javier Álvarez Mata, Yon Bustamante López |
| 17. Dezember 2021 17:30 Uhr | Strafen: 2× 1×       | Spielbericht \| Spielstatistik | Strafen: 2× 4×          | Palau d’Esports de Granollers, Granollers Zuschauer: 3.150 Schiedsrichter: Javier Álvarez Mata, Yon Bustamante López |

| 17. Dezember 2021 20:30 Uhr | Norwegen            | 27:21                          | Spanien                | Palau d’Esports de Granollers, Granollers Zuschauer: 3.150 Schiedsrichter: Merz, Kuttler |
| 17. Dezember 2021 20:30 Uhr | meiste Tore: Mørk 8 | (11:11)                        | meiste Tore: Barbosa 5 | Palau d’Esports de Granollers, Granollers Zuschauer: 3.150 Schiedsrichter: Merz, Kuttler |
| 17. Dezember 2021 20:30 Uhr | Strafen: 3×         | Spielbericht \| Spielstatistik | Strafen: 3× 2×         | Palau d’Esports de Granollers, Granollers Zuschauer: 3.150 Schiedsrichter: Merz, Kuttler |

#### Spiel um Platz 3
| 19. Dezember 2021 14:30 Uhr | Dänemark                | 35:28                          | Spanien                      | Palau d’Esports de Granollers, Granollers Zuschauer: 3.969 Schiedsrichter: A. Konjičanin, D. Konjičanin |
| 19. Dezember 2021 14:30 Uhr | meiste Tore: Burgaard 7 | (16:13)                        | meiste Tore: Carmen Martín 6 | Palau d’Esports de Granollers, Granollers Zuschauer: 3.969 Schiedsrichter: A. Konjičanin, D. Konjičanin |
| 19. Dezember 2021 14:30 Uhr | Strafen: 1× 3×          | Spielbericht \| Spielstatistik | Strafen: 1× 4×               | Palau d’Esports de Granollers, Granollers Zuschauer: 3.969 Schiedsrichter: A. Konjičanin, D. Konjičanin |

#### Finale
| 19. Dezember 2021 17:30 Uhr | Frankreich            | 22:29                          | Norwegen               | Palau d’Esports de Granollers, Granollers Zuschauer: 4.316 Schiedsrichter: Alpaidse, Bereskina |
| 19. Dezember 2021 17:30 Uhr | meiste Tore: Pineau 4 | (16:12)                        | meiste Tore: Reistad 6 | Palau d’Esports de Granollers, Granollers Zuschauer: 4.316 Schiedsrichter: Alpaidse, Bereskina |
| 19. Dezember 2021 17:30 Uhr | Strafen: 1× 4×        | Spielbericht \| Spielstatistik | Strafen: 2× 3×         | Palau d’Esports de Granollers, Granollers Zuschauer: 4.316 Schiedsrichter: Alpaidse, Bereskina |

### Abschlussveranstaltung und Siegerehrung
Direkt im Anschluss an das Finalspiel am Sonntag fand im Palau d’Esports de Granollers die Abschlussveranstaltung und Siegerehrung statt.
Die Trommler von Batucada de Brincadeira machten Musik zu einer Lichtshow. Dazu kam der venezolanische Sänger Carlos Baute mit auf das Parkett der Halle. Er sang dabei auch den offiziellen Song der Weltmeisterschaft, „LalaGol“. Im Anschluss zogen die Teams und Betreuer der norwegischen, französischen und dänischen Nationalmannschaft in die Halle ein. Hassan Moustafa, der Präsident der Internationalen Handballföderation (IHF), hielt eine Rede, in der er die Weltmeisterschaft für beendet erklärte und den Organisatoren dankte. Bei der Nennung der Platzierungen unterlief ihm ein Fehler, als er die Teams auf den Plätzen 2 und 3 verwechselte. Für die Siegerehrung bestiegen die Spielerinnen und Betreuer die Podeste und erhielten ihre Medaillen umgehängt sowie jeweils ein Exemplar von „Lola“, dem Maskottchen der Weltmeisterschaft, überreicht. Konfetti aus goldenen Schnipseln wurde über dem Siegerteam aus Norwegen ausgeschüttet.
Anschließend wurde die Fahne der IHF vom Organisationskomitee der abgeschlossenen Weltmeisterschaft an das der kommenden Weltmeisterschaft 2023 überreicht.

## Schiedsrichterteams
Die Internationale Handballföderation nominierte 18 Teams für die Spielleitung bei der Weltmeisterschaft.
- Yousef Belkhiri und Sid Ali Hamidi,  Algerien
- María Inés Paolantoni und Mariana García,  Argentinien
- Amar Konjičanin und Dino Konjičanin,  Bosnien und Herzegowina
- Davor Lončar und Zoran Lončar,  Kroatien
- Karina Christiansen und Line Hansen,  Dänemark
- Yasmina Elsaied und Heidy Elsaied,  Ägypten
- Javier Álvarez Mata und Yon Bustamante López,  Spanien
- Karim Gasmi und Raouf Gasmi,  Frankreich
- Maike Merz und Tanja Kuttler,  Deutschland
- Koo Bon-ok und Lee Seok,  Südkorea
- Alexei Covalciuc und Igor Covalciuc,  Moldau
- Novica Mitrović und Miljan Vešović  Montenegro
- Marta Sá und Vânia Sá,  Portugal
- Cristina Năstase und Simona Stancu,  Rumänien
- Wiktorija Alpaidse und Tatjana Bereskina,  Russland
- Marko Sekulić und Vladimir Jovandić,  Serbien
- Samir Krichen und Samir Makhlouf,  Tunesien
- Kürşad Erdoğan und İbrahim Özdeniz,  Türkei

## Statistiken

### Platzierungen
- Die Plätze 1 bis 4 werden unter den besten Teams der Hauptrunde in K.-o.-Spielen ermittelt.
- Die Plätze 5 bis 8 wurden unter den Verlierern der Viertelfinalspiele vergeben. Das Ranking folgte den Ergebnissen der vier Teams in der Hauptrunde. Zunächst wurde dabei die bessere Platzierung betrachtet. Bei gleichplatzierten Teams entschied die höhere in der Hauptrunde erreichte Punktzahl, bei gleicher Punktzahl die bessere Tordifferenz. War auch diese gleich entschied die Anzahl der erzielten Tore. Wäre auch diese gleich, wäre auf die Ergebnisse in der Vorrunde zurückgegriffen worden; letztendlich wäre ein Losentscheid notwendig geworden.[25]
- Die Platzierungen der Plätze 9 bis 24 ergaben sich nach folgenden Kriterien: Die drittplatzierten Mannschaften der vier Hauptrundengruppen wurden auf die Plätze 9–12 gesetzt. Die viertplatzierten Mannschaften wurden auf die Plätze 13–16 gesetzt. Die fünftplatzierten Mannschaft wurden auf die Plätze 17–20 gesetzt. Die sechstplatzierten wurden auf die Plätze 21–24 gesetzt. Über die bessere Platzierung der Mannschaft entschied die Punktzahl; bei Punktegleichheit die bessere Tordifferenz aus der Vorrunde. Wenn auch hier Gleichheit bestand, wurde die höhere Anzahl erzielter Tore aus der Vorrunde bewertet und wenn auch hier Gleichheit bestand, hätte das Los entschieden.[25]
- Die Plätze 25 bis 32 wurden im President’s Cup ausgespielt.

| Rang | Team                      | Spiele | Tore | Spielerinnen (Einsätze/Tore) |
| ---- | ------------------------- | ------ | ---- | --- |
| 1    | Norwegen                  | 9      | 320  | Henny Reistad (eingesetzt in 9 Spielen / 38 Tore), Emilie Hegh Arntzen (9/7), Veronica Kristiansen (9/25), Nora Mørk (9/43), Stine Bredal Oftedal (9/24), Malin Aune (6/11), Silje Solberg (8/1), Kari Brattset (9/38), Vilde Ingstad (9/10), Katrine Lunde Haraldsen (7/0), Moa Høgdahl (9/5), Marit Røsberg Jacobsen (9/24), Camilla Herrem (9/31), Sanna Solberg (9/33), Kristine Breistøl (9/3), Emilie Hovden (3/15), Rikke Marie Granlund (3/0), Maren Nyland Aardahl (9/12); Trainer war Þórir Hergeirsson. |
| 2    | Frankreich                | 9      | 240  | Laura Glauser (eingesetzt in 9 Spielen / 0 Tore geworfen), Méline Nocandy (9/21), Alicia Toublanc (9/21), Chloé Valentini (9/14), Allison Pineau (9/23), Coralie Lassource (9/24), Grâce Zaadi (9/27), Kalidiatou Niakaté (5/4) – am 13. Dezember ersetzt durch Orlane Kanor (4/2), Cléopâtre Darleux (9/1), Océane Sercien-Ugolin (9/14), Laura Flippes (6/13) – am 7. Dezember ersetzt durch Orlane Ahanda (0/0), Tamara Horacek (9/8), Béatrice Edwige (9/7), Pauletta Foppa (9/29), Estelle Nze Minko (9/16), Oriane Ondono (0/0) – am 13. Dezember ersetzt durch Laura Flippes, Lucie Granier (9/15), Catherine Gabriel (0/0); Trainer war Olivier Krumbholz. |
| 3    | Dänemark                  | 9      | 281  | Sandra Toft (eingesetzt in 9 Spielen / 0 Tore geworfen), Lærke Nolsøe (9/30), Anne Mette Hansen (9/31), Kathrine Heindahl (9/28), Line Haugsted (9/22), Anna Kristensen (0/0), Simone Böhme (9/6), Althea Reinhardt (9/0), Mette Tranborg (9/13), Kristina Jørgensen (9/32), Mia Rej (1/1), Trine Østergaard Jensen (9/19), Louise Burgaard (9/21), Simone Petersen (9/16), Mie Højlund (8/23), Emma Friis (9/16), Rikke Iversen (9/18), Michala Møller (8/5); Trainer war Jesper Jensen. |
| 4    | Spanien                   | 9      | 250  | Carmen Martín (eingesetzt in 9 Spielen / 35 Tore geworfen), Carmen Campos (8/26), Silvia Arderíus (8/8), Elisabet Cesáreo (8/9), Silvia Navarro (9/1), Laura Hernández (4/4), Mercedes Castellanos (9/1), Jennifer Gutiérrez Bermejo (9/14), Maitane Etxeberria (9/19), Soledad López Jiménez (9/13), Kaba Gassama (9/15), Alicia Fernández Fraga (7/12), Almudena Rodríguez (8/8), Ainhoa Hernández (9/13), Irene Espínola Pérez (9/8), Paula Arcos (9/17), Alexandrina Cabral Barbosa (9/44), Lara González Ortega (0/0) – am 4. Dezember ersetzt durch Mireya González (3/3); Trainer war José Ignacio Prades.                                                  |
| 5    | Schweden                  | 7      | 270  | Johanna Bundsen (eingesetzt in 6 Spielen / 1 Tor geworfen), Clara Lerby (3/12), Olivia Mellegård (6/14), Carin Strömberg (7/12), Linn Blohm (7/27), Jamina Roberts (7/30), Melissa Petrén (7/7), Jessica Ryde (6/0), Nina Dano (7/14), Anna Lagerquist (7/6), Emma Lindqvist (7/26), Nathalie Hagman (7/71), Martina Thörn (2/0) - am 10. Dezember ersetzt durch Evelina Eriksson (3/0), Elin Hansson (6/22), Evelina Källhage (7/4), Vilma Matthijs Holmberg (3/2), Jenny Carlson (7/11), Daniela de Jong (7/11); Trainer war Tomas Axnér. |
| 6    | Brasilien                 | 7      | 203  | Bruna de Paula (in 7 Spielen eingesetzt / 27 Tore geworfen), Mariane Fernándes (7/7), Tamires Morena Araújo (7/24), Ana Paula Rodrigues Belo (7/20), Jéssica Quintino (7/23), Bárbara Arenhart (7/3), Talita Alves (7/1), Francielle Gomes (7/2), Larissa Araújo (7/13), Adriana Cardoso de Castro (7/30), Samara Vieira (7/3), Giulia Guarieiro (6/18), Thais Fermo (7/3), Patrícia Matieli (7/20), Renata Arruda (7/2), Lívia Ventura (7/7); Trainer war Cristiano Silva. |
| 7    | Deutschland               | 7      | 195  | Marlene Kalf (in 7 Spielen eingesetzt / 12 Treffer), Amelie Berger (7/12), Alina Grijseels (7/35), Meike Schmelzer (7/20), Lisa Antl (6/2), Xenia Smits (7/10), Dinah Eckerle (7/0), Silje Brøns Petersen (7/4), Alicia Stolle (7/9), Mia Zschocke (5/6), Emily Bölk (7/15), Lena Degenhardt (3/2), Julia Maidhof (7/25), Antje Lauenroth (7/16), Luisa Schulze (7/10), Katharina Filter (7/0), Johanna Stockschläder (7/17); Trainer war Henk Groener. |
| 8    | Handballverband Russlands | 7      | 211  | Polina Gorschkowa (in 7 Spielen eingesetzt / 15 Tore geworfen), Anastassija Lagina (7/0), Jelena Michailitschenko (7/17), Olga Fomina (7/20), Karina Sabirowa (7/15), Jekaterina Iljina (7/25), Walerija Kirdjaschewa (2/4), Julija Managarowa (7/26), Antonina Skorobogattschenko (7/29), Weronika Nikitina (7/12), Milana Taschenowa (7/4), Xenija Sakordonskaja (3/2), Anastassija Illarionowa (7/10), Jekaterina Selenkowa (2/2) - am 13. Dezember ersetzt durch Irina Kornejewa (2/0), Jaroslawa Frolowa (5/6), Olga Schtscherbak (7/8), Julija Markowa (7/16), Polina Kaplina (7/0); Trainerin war Ljudmila Bodnijewa.                                       |
| 9    | Niederlande               | 6      | 270  | Laura van der Heijden (eingesetzt in 6 Spielen / 14 Tore geworfen), Debbie Bont (6/18), Lois Abbingh (6/17), Larissa Nüsser (6/16), Danick Snelder (6/28), Lynn Knippenborg (5/6), Bo van Wetering (6/40), Kelly Dulfer (6/18), Merel Freriks (5/10), Inger Smits (6/19), Zoë Sprengers (6/14), Angela Malestein (3/10), Kelly Vollebregt (5/17), Tess Wester (6/1), Yara ten Holte (6/0), Dione Housheer (6/35), Estavana Polman (6/7); Trainerin war Monique Tijsterman. |
| 10   | Ungarn                    | 6      | 175  | Eszter Tóth (eingesetzt in 6 Spielen / 8 Tore geworfen), Petra Tóvizi (4/2), Anna Albek (6/2), Melinda Szikora (6/0), Blanka Bíró (6/0), Anett Kovács (6/6), Gréta Márton (6/20), Szimonetta Planéta (6/11), Csenge Fodor (6/1), Zsófi Szemerey (2/0), Petra Vámos (6/24), Katrin Klujber (4/20), Gréta Kácsor (5/18), Noémi Háfra (6/24), Réka Bordás (6/13), Viktória Lukács (6/19), Laura Szabó (5/1), Szandra Szöllősi-Zácsik (4/6); Trainer war Golovin Vlagyimir |
| 11   | Japan                     | 6      | 182  | Mika Nagata (eingesetzt in 6 Spielen / 7 Tore geworfen), Asuka Fujita (5/2), Natsumi Akiyama (4/5), Mana Ōyama (6/12), Natsuki Aizawa (6/32), Sakura Kametani (4/0), Ikumi Iwabuchi (5/1), Maharu Kondo (4/12), Kaho Nakayama (6/33), Mana Yamamoto (6/0), Yumi Kitahara (6/5), Abinaomi Osawa (2/0), Atsuko Baba (6/0), Naoko Sahara (2/0), Saki Hattori (6/28), Yuki Yoshidome (6/10), Shizuka Akiyama (1/0), Ayaka Ohmatsuzawa (4/3) – am 6. Dezember ersetzt durch Hikaru Matsumoto (4/16), Clare Francis Gray (3/4) – am 8. Dezember ersetzt durch Ayaka Ohmatsuzawa; Trainer Shigeo Kusumoto                                                                 |
| 12   | Serbien                   | 6      | 167  | Ivana Mitrović (eingesetzt in 2 Spielen / 4 Tore geworfen), Aleksandra Vukailović (4/4), Marija Agbaba (6/8), Jelena Agbaba (6/9), Anđela Janjušević (6/19), Jovana Risović (6/2), Ana Kojić (5/3), Tamara Radojević (6/25), Jovana Jovović (6/6), Jovana Kovacević (4/10), Aleksandra Stamenić (6/10), Marija Jovanović (6/30), Natasa Lovrić (6/12), Jovana Stoiljković (6/30), Kristina Liščević (6/10), Marija Petrović (6/9), Kristina Graovac (6/0); Trainer war Uroš Bregar. |
| 13   | Rumänien                  | 6      | 202  | Nicoleta Dincă (eingesetzt in 6 Spielen, 17 Tore geworfen), Mădălina Zamfirescu (6/5), Alexandra Subţirică (6/7), Ana Maria Tănasie (3/3), Diana Ciucă (4/1), Cristina Laslo (6/34), Bianca Bazaliu (6/14), Iulia Dumanska (5/0), Crina Pintea (6/24), Anca Polocoșer (6/0), Lorena Ostase (6/20), Andreea Rotaru (6/20), Bianca Harabagiu (6/12), Oana Borş (1/1) – am 7. Dezember ersetzt durch Alexandra Badea (3/7), Laura Moisă (5/14), Alina Ilie (6/10), Alexandra Dindiligan (6/13), Daciana Hosu (3/0) Trainer war Adrian Vasile. |
| 14   | Südkorea                  | 6      | 179  | Oh Sa-ra (eingesetzt in 6 Spielen, 2 Tore geworfen), Song Ji-young (6/8), Shin Eun-joo (6/15), Lee Han-sol (6/3), Song Hye-soo (6/12), Ryu Eun-hee (6/30), Jeong Jin-hui (6/0), Kim Yun-ji (5/1), Jo Su-yeon (6/4), Oh Ye-dam (6/9), Jo Ha-rang (6/11), Jeong Hyun-hui (2/0), Lee Mi-kyung (6/32), Kim So-ra (6/17), Kim Jin-yi (6/27), Shin Da-rae (5/6), Jung Ji-in (6/2); Trainer war Jang In Ik. |
| 15   | Polen                     | 6      | 153  | Aleksandra Zimny (eingesetzt in 5 Spielen, 2 Tore erzielt), Oktawia Płomińska (6/10), Monika Kobylińska (6/13), Magda Balsam (6/15), Marta Gęga (6/0), Sylwia Matuszczyk (6/11), Adrianna Płaczek (6/0), Adrianna Górna (6/7), Barbara Zima (4/0), Aleksandra Rosiak (6/22), Natalia Nosek (6/15), Julia Niewiadomska (3/2), Joanna Szarawaga (6/1), Kinga Achruk (6/9), Romana Roszak (6/25), Dagmara Nocuń (6/21), Monika Maliczkiewicz (6/0); Trainer war Arne Senstad. |
| 16   | Österreich                | 6      | 174  | Lena Ivančok (eingesetzt in 6 Spielen, 0 Tore), Katarina Pandza (3/23), Sonja Frey (0/0), Mirela Dedic (6/16), Johanna Schindler (6/14), Patricia Kovacs (6/43), Fabienne Tomasini (6/15), Claudia Wess (6/0), Petra Blazek (2/0), Johanna Reichert (6/5), Stefanie Kaiser (2/3), Klara Schlegel (3/4) – am 8. Dezember ersetzt durch Kristina Dramac (3/4), Anna Hajgató (6/0), Ines Ivančok (6/30), Nora Leitner (5/6), Nina Neidhart (1/5), Josefine Huber (1/4) – am 6. Dezember ersetzt durch Sarah Draguljic (4/1); Trainer war Herbert Müller. |
| 17   | Slowenien                 | 6      | 148  | Branka Zec (eingesetzt in 3 Spielen / 0 Tore geworfen) – am 11. Dezember ersetzt durch Manca Jurič (2/1), Erin Novak (3/0), Ana Gros (6/35), Elizabeth Omoregie (6/6), Nina Žabjek (6/0), Tjaša Stanko (6/20), Maja Vojnović (6/0), Nataša Ljepoja (6/13), Nina Zulić (6/16), Alja Varagić (6/21), Amra Pandžić (6/1), Maja Svetik (6/8), Živa Čopi (2/2), Ema Hrvatin (2/0), Aneja Beganovič (6/4), Dominika Mrmolja (6/1), Tija Gomilar Zickero (6/8), Petra Kramar (5/12); Trainer war Dragan Adžić. |
| 18   | Kroatien                  | 6      | 163  | Lucija Bešen (eingesetzt in 6 Spielen / 0 Tore erzielt), Paula Posavec (6/7), Ivana Dežić (2/5) - am 8. Dezember ersetzt durch Gabriela Gudelj (3/0), Dora Krsnik (2/3) - am 12. Dezember ersetzt durch Ivana Dežić (2/5), Stela Posavec (6/17), Ćamila Mičijević (2/6) – am 8. Dezember ersetzt durch Tena Petika (3/5), Ivana Kapitanović (6/0), Larissa Kalaus (6/19), Katarina Ježić (6/20), Lara Burić (6/4), Andrea Šimara (6/11), Ana Debelić (6/19), Ana Turk (6/15), Josipa Mamić (6/6), Valentina Blažević (6/26), Tea Pijević (6/0); Trainer war Nenad Šoštarić.                                                                                        |
| 19   | Tschechien                | 6      | 138  | Karin Řezáčová (eingesetzt in 5 Spielen / 0 Tore erzielt), Jana Knedlíková (6/11), Silvie Polášková (4/1), Kamila Kordovská (6/10), Veronika Andrýsková (6/1), Veronika Mikulášková (6/2), Markéta Hurychová (6/3), Adéla Stříšková (6/6), Petra Kudláčková (6/0), Julie Franková (6/2), Dominika Zachová (6/21), Sára Kovářová (6/19), Markéta Jeřábková (6/24), Veronika Malá (6/20), Michaela Malá (1/0), Michaela Holanová (6/7), Magda Kašpárková (2/0), Charlotte Cholevová (6/11); Trainer war Jan Bašný. |
| 20   | Puerto Rico               | 6      | 112  | Kitsa Escobar (eingesetzt in 6 Spielen / 0 Tore erzielt), Adriana Cabrera (6/5), Nathalys Ceballos (6/36), Sheila Hiraldo (6/14), Joane Vergara (6/5), Alanis Benítez (6/3), Roxanalis Carrasquillo (6/0), Cyolimar Ortíz (6/0), Jailene Maldonado (6/10), Zugeily Soto (6/0), Ericka Graciani (6/7), Ciris García (6/2), Nastasha Escobar (6/0), Zuleika Fuentes (6/17), Lizabeth Rodríguez (6/11), Robeliz Ortíz (6/2); Trainer war Camilo Estévez. |
| 21   | Argentinien               | 6      | 148  | Marisol Carratú (eingesetzt in 6 Spielen / 1 Tor erzielt), Rosario Urban (6/11), Manuela Pizzo (6/9), Ayelén García (6/6), Rocío Campigli (6/7), Luciana Mendoza (6/16), Ayelén Rosalez (6/0), Giuliana Gavilán (6/5), Antonela Mena (6/3), Leila Niño (0/0), Malena Cavo (6/21), Macarena Sans (6/1), Macarena Gandulfo (6/3), Elke Karsten (6/43), Valentina Cisneros (2/0), Micaela Casasola (6/12), Lucia Dalle Crode (6/9), Delfina Ojea (4/1); Trainer war Eduardo Gallardo. |
| 22   | Montenegro                | 6      | 145  | Marina Rajčić (eingesetzt in 5 Spielen / 1 Tor erzielt), Jovanka Radičević (6/41), Matea Pletikosić (6/10), Dijana Mugoša (6/4), Ljubica Nenezić (4/1), Andrijana Popović (5/0), Dijana Ujkić (6/5), Tanja Ašanin (6/3), Đurđina Malović (6/8), Nataša Ćorović (6/3), Sanja Premović (6/8), Anastasija Babović (4/0), Tatjana Brnović (6/21), Ema Ramusović (6/2), Ivona Pavićević (6/17), Itana Grbić (6/21), Nikolina Vukčević (6/0); Trainerin war Bojana Popović. |
| 23   | Rep. Kongo                | 6      | 135  | Ruth Kodia (eingesetzt in 6 Spielen / 0 Tore erzielt), Kimberley Rutil (6/10), Klenn Divoko (6/6), Diane Yimga (6/24), Mercianne Hendo (6/2), Belvina Mouyamba (6/11), Avelle Ntondele (6/2), Magalie Bazekene (6/0), Richca Obangue (6/1), Patience Okabande (6/6), Betchaïdelle Ngombele (6/19), Joséphine Nkou (6/5), Fanta Diagouraga (6/19), Sharon Dorson (5/17), Rita Saraiva (6/8), Kassandra Jappont (6/5); Trainer war Younes Tatby. |
| 24   | Kasachstan                | 6      | 128  | Iulia Poilova (eingesetzt in 6 Spielen / 0 Torte erzielt), Zlata Zvyagina (6/11), Kamila Serikbayeva (6/12), Irina Alexandrova (6/43), Tatyana Davydova (6/0), Zhanerke Seitkassym (6/3), Natalya Poluyanko (6/9), Alessya Malysheva (6/4), Kamilla Nadirova (6/0), Luiza Khassanova (6/3), Kristina Stepanova (6/12), Valentina Degtyareva (6/0), Tansholpan Jumadilova (6/4), Dana Abilda (6/27), Xeniya Pupchenkova (6/0), Mariya Pupchenkova (6/0); Trainerin war Lyazzat Ischanova. |
| 25   | Angola                    | 7      | 216  | Marta Alberto (in 7 Spielen eingesetzt / 1 Tor geworfen), Vilma Nenganga (7/15), Marília Quizelete (7/8), Juliana Machado (7/15), Helena Paulo (7/17), Albertina Kassoma (7/38), Liliane Mário (7/9), Helena Sousa (7/0), Natália Fonseca (7/24), Wuta Dombaxi (7/11), Stélvia Pascoal (7/17), Tchieza Pemba (7/9), Eliane Paulo (7/0), Liliana Venâncio (7/18), Mbongo Masseu (7/7), Isabel Guialo (7/27); Trainer war Filipe Cruz. |
| 26   | Slowakei                  | 7      | 169  | Marianna Rebičová (in 7 Spielen eingesetzt / 4 Treffer erzielt), Martina Popovcová (2/0) - am 6. Dezember ersetzt durch Mónika Pénzes (5/1), Katarína Pócsíková (7/5), Barbora Lancz (7/28), Anette Emma Hudáková (7/2), Vladimíra Bajčiová (7/14), Adriána Holejová (7/6), Simona Szarková (5/8), Natália Némethová (5/0), Nikoleta Trúnková (7/28), Valéria Dulinová (4/0), Bibiana Štefaniková (7/14), Karin Bujnochová (7/10), Boglárka Bízik (7/3), Adriana Medveďová (5/0), Alexandra Ivanicja (5/0), Viktória Oguntoyová (6/0), Réka Bíziková (7/36); Trainer war Pavol Streicher.                                                                          |
| 27   | Tunesien                  | 7      | 176  | Aya Ben Abdallah (eingesetzt in 7 Spielen / 16 Treffer), Fatma Bouri (7/5), Ons Yaakoub (7/1), Amal Hamrouni (7/25), Boutheïna Amiche (7/19), Mouna Jlezi (7/6), Rakia Rezgui (7/16), Fadia Omrani (7/0), Chayma Jouini (7/11), Sondes Hachana (7/33), Eya Masri (7/12), Nada Zalfani (7/11), Roua Mokaddem (7/0), Fadwa Aouji (7/8), Oumayma Dardour (7/1), Samia Belhadj (7/2); Trainer war Moez Ben Amor. |
| 28   | Kamerun                   | 7      | 182  | Noelle Mben (in 7 Spielen eingesetzt / 0 Tore erzielt), Gisele Nkolo (7/7), Yvette Yuoh (7/14), Apoline Abena (3/0), Claudia Eyenga (7/17), Adjani Ngouoko (7/10), Berthe Abianbakon (7/0), Jasmine Yotchoum (3/4), Anne Essam (7/22), Paola Ebanga Baboga (7/41), Marie Balana (7/1), Laeticia Ateba (7/28), Karichma Ekoh (4/27), Anne Mbouchou (7/7), Amelie Mvoua (3/1), Clarisse Madjoufang (3/3); Trainer: Serge Christian Guebogo. |
| 29   | Paraguay                  | 7      | 176  | María Acosta (in 7 Spielen eingesetzt / 0 Tore geworfen), Fátima Acuña (7/34), Fernanda Insfrán (7/19), Kamila Rolón (7/7), Sabrina Fiore (7/33), Karina Dos Santos (7/2), Jessica Fleitas (7/4), Marizza Faría (7/6), Gisela Gonzalez (7/9), Delyne Leiva (7/7), Fátima Ocampus (7/0), Sofía Villalba (7/1), María Paula Fernández (7/35), Nathalie Giménez (7/2), Ada Miskinich (7/1), Jazmín Mendoza (7/16); Trainer: Neri Vera. |
| 30   | Usbekistan                | 7      | 160  | Sarvinoz Sultonova (in 7 Spielen eingesetzt / 0 Tore geworfen), Madina Khudoykulova (7/35), Mekhriniso Mukhamadova (7/3), Khusniya Safarova (7/1), Zukhra Botirova (7/1), Zilola Mirzaeva (7/6), Nargiza Yusupova (7/15), Anastasiya Mustafaeva (7/6), Zakhro Allayarova (7/9), Dilnoza Sultanova (7/0), Sevara Razakbergenova (7/17), Tuoryim Mamirova (7/0), Charos Obidjonova (7/7), Dilbarhon Bahromova (5/21), Oyazimkhon Abdumannonova (7/24), Maftunakhon Vosiljonova (7/15); Trainer war Zafar Asimov. |
| 31   | Iran                      | 6      | 102  | Maryam Yousefi (eingesetzt in 6 Spielen / 15 Tore geworfen), Nouriyeh Abbasi (6/7), Hadiseh Norouzi Khorzougho (6/6), Atieh Shahsavari (6/2), Shima Zare (6/0), Fatemeh Khalili Behfar (6/0), Shaghayegh Bapiri (6/4), Mina Vatanparast Tootoonsiz (6/12), Zeinab Bazrafkan (6/0), Bahar Eitzadgasht (6/10), Haniyeh Lak (6/0), Haniyeh Karimi (6/3), Soona Bidadabdegah (6/4), Arezou Kiyanara (6/21), Negar Zendehboudi (6/0), Elnaz Ghasemi (6/18); Trainer: Ezatollah Razm Gar. |
| 32   | VR China 1                | 4      | 093  | Chang Lu (eingesetzt in 4 Spielen / 0 Tore geworfen), Haixia Zhang (4/13), Jiayi Wang 4/5), Xiuxiu Tian (4/8), Yuanyuan Yu (4/9), Xia Huang (4/0), Mengxue Zhou (4/11), Chan Liu (4/2), Mengmeng Mo (4/0), Keke Wang (2/0), Wenna Qu (4/0), Gong Lei (3/7), Jiao Sun (4/5), Jin Mengqing (4/26), Shuhui Wang (4/7), Chenxi Song (4/0); Trainer: Gap Soo Kim. |

### Beste Torschützinnen
| Rang | Spielerin                     | Tore (davon 7 m) | Effizienz | Spiele |
| ---- | ----------------------------- | ---------------- | --------- | ------ |
| 1    | Nathalie Hagman ()            | 71 (21)          | 78 %      | 7      |
| 2    | Alexandrina Cabral Barbosa () | 44 (6)           | 54 %      | 9      |
| 3    | Irina Alexandrova ()          | 43 (3)           | 49 %      | 6      |
| 3    | Elke Karsten ()               | 43 (19)          | 59 %      | 6      |
| 3    | Patricia Kovacs ()            | 43 (15)          | 58 %      | 6      |
| 3    | Nora Mørk ()                  | 43 (18)          | 69 %      | 9      |

Stand: 20. Dezember 2021

### Beste Torhüterinnen
| Rang | Spielerin           | gehalten (Torwürfe) | Effizienz | Spiele |
| ---- | ------------------- | ------------------- | --------- | ------ |
| 01   | Althea Reinhardt () | 71 (141)            | 50 %      | 9      |
| 02   | Yara ten Holte ()   | 24 (54)             | 44 %      | 6      |
| 03   | Sandra Toft ()      | 80 (188)            | 43 %      | 9      |
| 04   | Kristina Graovac () | 26 (65)             | 40 %      | 6      |
| 04   | Tess Wester ()      | 72 (181)            | 40 %      | 6      |

Stand: 20. Dezember 2021

### All-Star-Team
Nach Abschluss der Spiele wurde durch die IHF auf Basis der während der Weltmeisterschaft gezeigten Leistungen ein All-Star-Team gewählt. Zusätzlich wurde mit der MVP die „wertvollste“ Spielerin des Turniers gewählt.
| Position                     | Spielerin (Land)     |
| ---------------------------- | -------------------- |
| Tor                          | Sandra Toft ()       |
| Linksaußen                   | Coralie Lassource () |
| Rückraum links               | Henny Reistad ()     |
| Rückraum Mitte               | Grâce Zaadi ()       |
| Rückraum rechts              | Nora Mørk ()         |
| Rechtsaußen                  | Carmen Martín ()     |
| Kreis                        | Pauletta Foppa ()    |
| MVP (Wertvollste Spielerin): | Kari Brattset ()     |

### Tore
Im Turnier wurden auf dem Parkett 5843 Torerfolge bei 9976 Torwürfen erzielt. Zu dieser Zahl addierte die IHF 30 Tore, die in den drei nicht ausgespielten Paarungen gegen die Mannschaft Chinas gewertet wurden. In der Zahl der 5843 geworfenen Tore sind 673 Siebenmetertore (bei 867 Siebenmeterwürfen) enthalten.
Die Torhüterinnen der 32 Teams parierten 2442 der 8285 Würfe aufs Tor. 

### Fair-Play-Tabelle
| Platz | Team                   | Spiele | Disqualifikation | Disqualifikation | Disqualifikation |           |           | Punkte 1 | Punkte 1 |
| Platz | Team                   | Spiele |                  |                  | 3× =             | pro Spiel | insgesamt |          |          |
| --- | ---------------------- | ------ | ---------------- | ---------------- | ---------------- | --------- | --------- | -------- | -------- |
| 1. | Niederlande            | 6      |                  |                  |                  | 11        | 3         | 4,2      | 25       |
| 2. | Iran 4                 | 6      |                  |                  |                  | 13        | 3         | 4,8      | 29       |
| 3. | Tunesien 4             | 7      |                  |                  |                  | 15        | 6         | 5,1      | 36       |
| 4. | Norwegen               | 9      |                  |                  |                  | 18        | 12        | 5,3      | 48       |
| 5. | Argentinien            | 6      |                  |                  |                  | 16        | 1         | 5,5      | 33       |
| 5. | Puerto Rico            | 6      |                  |                  |                  | 15        | 3         | 5,5      | 33       |
| 7. | Spanien                | 9      |                  |                  |                  | 23        | 12        | 6,4      | 58       |
| 8. | Russische Handballföd. | 7      |                  |                  |                  | 21        | 4         | 6,6      | 46       |
| 9. | Südkorea               | 6      |                  |                  |                  | 19        | 2         | 6,7      | 40       |
| 9. | Usbekistan             | 7      |                  | 1                |                  | 15        | 2         | 6,7      | 47       |
| 11. | Rumänien               | 6      |                  |                  |                  | 16        | 9         | 6,8      | 41       |
| 12. | Frankreich             | 9      |                  |                  |                  | 26        | 11        | 7,0      | 63       |
| 12. | Paraguay               | 7      |                  |                  |                  | 23        | 3         | 7,0      | 49       |
| 12. | Polen                  | 6      |                  |                  |                  | 18        | 6         | 7,0      | 42       |
| 15. | Schweden               | 7      |                  | 1                |                  | 15        | 7         | 5,4      | 52       |
| 16. | Ungarn                 | 6      |                  |                  |                  | 21        | 4         | 7,7      | 46       |
| 16. | Kasachstan             | 6      |                  | 1                |                  | 15        | 1         | 7,7      | 46       |
| 18. | Slowakei 4             | 7      |                  | 1                |                  | 17        | 8         | 8,1      | 57       |
| 19. | Republik Kongo         | 6      |                  |                  |                  | 21        | 7         | 8,2      | 49       |
| 19. | Dänemark               | 9      |                  |                  | 1                | 33        | 4         | 8,2      | 74       |
| 21. | Brasilien              | 7      |                  | 1                |                  | 22        | 6         | 9,3      | 65       |
| 22. | Slowenien              | 6      |                  |                  |                  | 27        | 3         | 9,5      | 57       |
| 23. | Kroatien               | 6      |                  |                  |                  | 28        | 7         | 10,5     | 63       |
| 24. | Kamerun                | 7      |                  | 2                |                  | 21        | 2         | 10,6     | 74       |
| 24. | Deutschland            | 7      |                  | 1                |                  | 26        | 7         | 10,6     | 74       |
| 26. | China 3                | 6      |                  |                  | 2                | 27        | 4         | 11,0     | 66       |
| 27. | Montenegro             | 6      |                  | 1                |                  | 23        | 7         | 11,3     | 68       |
| 28. | Tschechien             | 6      |                  | 2                |                  | 17        | 6         | 11,7     | 70       |
| 29. | Japan                  | 6      |                  | 1                |                  | 27        | 2         | 11,8     | 71       |
| 29. | Serbien                | 6      |                  | 2                |                  | 16        | 9         | 11,8     | 71       |
| 31. | Angola                 | 7      |                  | 2                |                  | 27        | 7         | 13,0     | 91       |
| 32. | Österreich             | 6      |                  | 1                | 1                | 27        | 8         | 13,5     | 81       |
| 1 Die Ränge werden durch den Durchschnitt „Punkte/Spiel“ ermittelt. Die Punktesumme setzt sich wie folgt zusammen: Jede : 1 Punkt, jede : 2 Punkte, jede 3× = : 4 Punkte, jede direkte : 15 Punkte und jede : 25 Punkte. |                        |        |                  |                  |                  |           |           |          |          |
| 2 Japan wurde eine Gelbe Karte zu viel angerechnet. |                        |        |                  |                  |                  |           |           |          |          |
| 3 China gab nach 3 Spielen wegen positiven Corona-Fall auf. (Restliche Spiele wurden 0:10 kampflos gewertet.) Die IHF hat trotzdem die 6 Spiele in der Statistik berücksichtigt.                                         |                        |        |                  |                  |                  |           |           |          |          |
| 4 Iran, Slowakei und Tunesien haben gegen China 10:0 kampflos gewonnen. Die IHF hat diese Spiele in der Statistik berücksichtigt.                                                                                        |                        |        |                  |                  |                  |           |           |          |          |
| Stand: 19. Dezember 2021 (Quelle: IHF.info) |                        |        |                  |                  |                  |           |           |          |          |